# الكساد الكبير

معدل البطالة في الولايات المتحدة في الفترة 1910-1960، مع تظليل سنوات الكساد الكبير (1929-1939)

الكساد الكبير أو الانهيار الكبير أو الكساد العظيم (بالإنجليزية:  Great Depression)‏ هو كساد اقتصادي عالمي حاد حدث خلال ثلاثينيات القرن العشرين وبداية عقد الأربعينيات انطلاقًا من الولايات المتحدة. اختلف توقيت الكساد الكبير في جميع أنحاء العالم. في معظم البلدان، بدأ في عام 1929 واستمر حتى أواخر الثلاثينيات. كان هذا الكساد هو الأطول والأعمق والأكثر انتشارًا في القرن العشرين. ويُعَدُّ أكبر وأشهر الأزمات الاقتصادية في القرن العشرين، ويقول المؤرخون أنها بدأت مع انهيار سوق الأسهم الأمريكية في 29 أكتوبر 1929 والمسمى بالثلاثاء الأسود. يُستخدم الكساد الكبير على نطاق واسع مثالًا على مدى شدة تدهور الاقتصاد العالمي.
بدأ الكساد الكبير في الولايات المتحدة في 4 سبتمبر 1929 بعد الانخفاض الكبير في أسعار الأسهم، وأصبح أخبارًا عالمية مع انهيار سوق الأسهم في 29 أكتوبر 1929، والذي عُرف باسم الثلاثاء الأسود. بين عامي 1929 و 1932، انخفض الناتج المحلي الإجمالي العالمي بنحو 15%. بالمقارنة، انخفض الناتج المحلي الإجمالي العالمي بنسبة تقل عن 1% من عام 2008 إلى عام 2009 خلال فترة الركود العظيم. بدأت بعض الاقتصادات في الانتعاش بحلول منتصف الثلاثينيات. ومع ذلك، استمرت الآثار السلبية للكساد الكبير في العديد من البلدان حتى بداية الحرب العالمية الثانية.
كان تأثير الكساد مدمرًا على كل الدول تقريبًا الفقيرة منها والغنية. انخفض متوسط الدخل الفردي وعائدات الضرائب والأسعار والأرباح، بينما انخفضت التجارة الدولية بأكثر من 50%. ارتفعت نسبة البطالة في الولايات المتحدة إلى 23% وارتفعت في بعض البلدان لتصل إلى 33%. تضررت المدن في جميع أنحاء العالم [الإنجليزية] بشدة، لا سيما تلك التي تعتمد على الصناعات الثقيلة. كما توقفت أعمال البناء تقريبًا في العديد من البلدان. عانت المجتمعات الزراعية والمناطق الريفية من انخفاض أسعار المحاصيل بنحو 60%. في مواجهة انخفاض الطلب مع وجود مصادر بديلة قليلة للوظائف، عانت المناطق التي تعتمد على صناعات القطاع الأولي مثل التعدين وقطع الأشجار أكثر من غيرها.
عادة ما يعتبر المؤرخون الاقتصاديون أن العامل المحفز للكساد الكبير هو الانهيار المفاجئ المدمر لأسعار سوق الأسهم الأمريكية بدءًا من 24 أكتوبر 1929. ومع ذلك، يُجادل البعض في هذا الاستنتاج ويرون أن انهيار البورصة هو أحد نتائج الكساد الكبير وليس سببًا له.
حتى بعد انهيار وول ستريت عام 1929، حين انخفض مؤشر داو جونز الصناعي من 381 إلى 198 نقطة على مدار شهرين، استمر التفاؤل لبعض الوقت. بدأت سوق الأسهم في الصعود في أوائل عام 1930، مع عودة مؤشر داو جونز إلى 294 نقطة (مستويات ما قبل الكساد) في أبريل 1930، قبل أن ينخفض انخفاضًا مطردًا لسنوات إلى أدنى مستوى له عند 41 في عام 1932.
في البداية، أنفقت الحكومات والشركات في النصف الأول من عام 1930 أكثر مما أنفقته في الفترة المماثلة من العام السابق. من ناحية أخرى، خَفَّضَ المستهلكون، الذين عانى الكثير منهم خسائر فادحة في البورصة العام السابق، نفقاتهم بنسبة 10%. بالإضافة إلى ذلك، بداية في منتصف الثلاثينيات من القرن الماضي، اجتاح الجفاف الشديد قلب الأراضي الزراعية في الولايات المتحدة.
بحلول منتصف عام 1930 كان الائتمان وفيرًا وبمعدل فائدة قليل، لكن الانكماش المتوقع واستمرار إحجام الناس عن الاقتراض أدى إلى انخفاض الإنفاق الاستهلاكي والاستثمار. وفي مايو 1930 كانت مبيعات السيارات قد انخفضت إلى ما دون مستويات عام 1928 وبدأت الأسعار في التراجع، إلا أن الرواتب ظلت ثابتة ولكنها لم تصمد طويلًا وانخفضت بدورها في منتصف عام 1931، ثم بدأت دوامة الانكماش عام 1931، واجه المزارعون توقعات أسوأ، فكانت المناطق الزراعية الأكثر تضررًا بهبوط أسعار السلع عامة. ومن ناحية أخرى كانت الأزمة في مناطق التعدين ومناطق قَطْع الأخشاب بسبب البطالة وعدم وجود فرص عمل بديلة.
كان انكماش الاقتصاد الأمريكي هو العامل في انكماش اقتصاديات الدول الأخرى وفي محاولات محمومة طبقت بعض الدول سياسات وقائية فبدأت الحكومة الأمريكية عام 1930 بفرض تعريفات جمركية حمائية على أكثر من 20,000 صنف مستورد وعُرفت باسم تعريفة سموت هاولي وردّت بعض الدول بفرض تعريفات انتقامية مما زاد من تفاقم انهيار التجارة العالمية، وفي نهاية عام 1930 واصل الانهيار بمعدل ثابت إلى أن وصل إلى القاع بحلول عام 1933، دفع التراجع الاقتصادي التجارة العالمية إلى ثلث مستواها مقارنة بأربع سنوات سابقة.

## المؤشرات الاقتصادية
|                  | الولايات المتحدة الأمريكية | المملكة المتحدة | فرنسا  | ألمانيا |
| ---------------- | -------------------------- | --------------- | ------ | ------- |
| الإنتاج الصناعي  | −46%                       | −23%            | −24%   | −41%    |
| السعر الإجمالي   | −32%                       | −33%            | −34%   | −29%    |
| التجارة الخارجية | −70%                       | −60%            | −54%   | −61%    |
| البطالة          | + 607%                     | + 129%          | + 214% | + 232%  |

## الأسباب

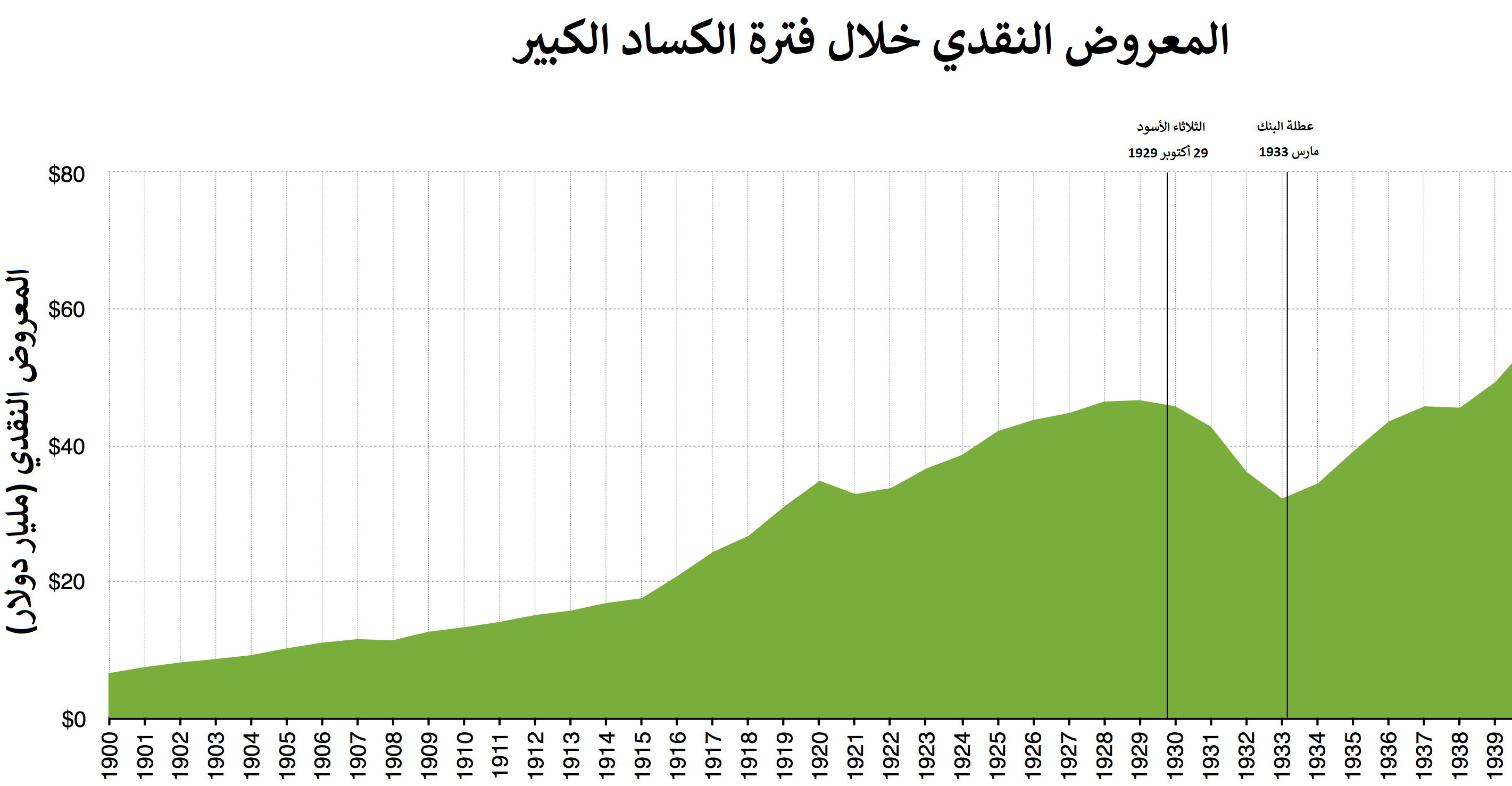
انخفض المعروض النقدي انخفاضًا كبيرًا بين الثلاثاء الأسود وعطلة البنوك في مارس 1933 عندما كانت هناك عمليات تداولات بنكية ضخمة في جميع أنحاء الولايات المتحدة.

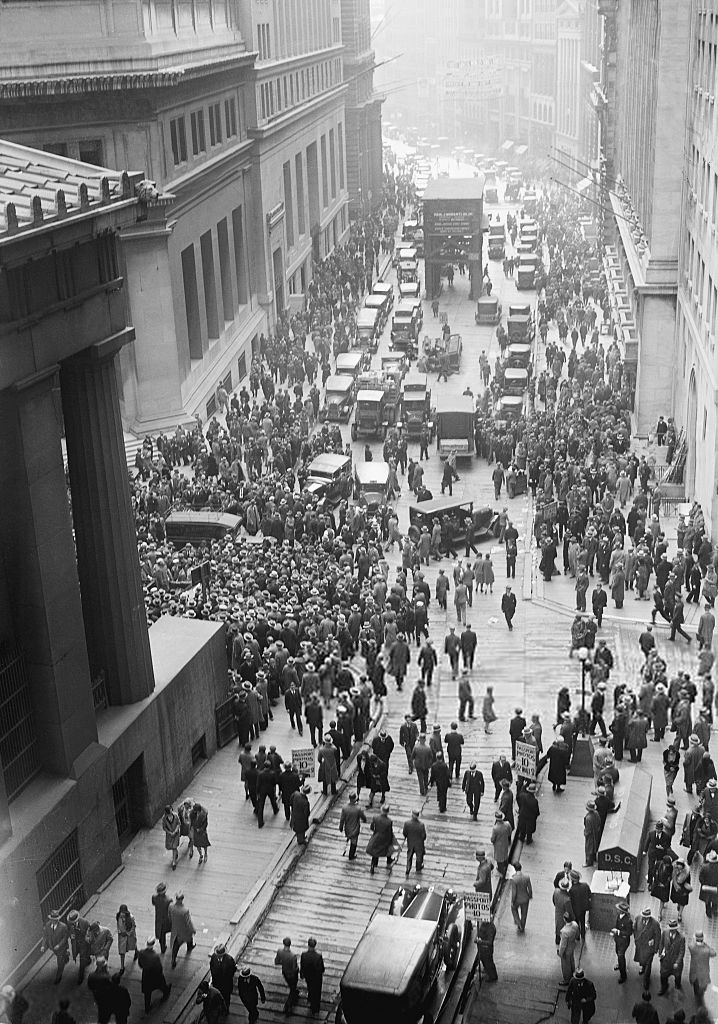
تجمع الحشود عند تقاطع وول ستريت وبرود ستريت بعد انهيار عام 1929

رسم بياني لمؤشر الإنتاج الصناعي الأمريكي 1928 ~ 1939

هناك نظريتان اقتصاديتان كلاسيكيتان متنافستان للكساد الكبير هما التفسير الكينزي (المدفوع بالطلب) والتفسير النقدي. هناك أيضًا العديد من النظريات غير الأرثوذكسية التي تُقلّل أو ترفض تفسيرات الكينزيين والنقديين. الإجماع بين نظريات المدفوعة بالطلب هو أن فقدان الثقة على نطاق واسع أدى إلى انخفاض مفاجئ في الإنفاق على الاستهلاك والاستثمار. بمجرد ظهور الذعر والانكماش، اعتقد الكثير من الناس أنه يمكنهم تجنب المزيد من الخسائر من خلال الابتعاد عن الأسواق. أصبح الاحتفاظ بالمال مُربحًا حيث انخفضت الأسعار وصار من الممكن بمبلغ معين من المال شراء المزيد من السلع، مما أدى إلى تفاقم انخفاض الطلب. يعتقد علماء النقد أن الكساد الكبير بدأ كركود عادي، لكن تقلص المعروض النقدي أدى إلى تفاقم الوضع الاقتصادي إلى حد كبير، مما تسبب في ركودٍ تفاقم إلى الكساد الكبير. ينقسم الاقتصاديون والمؤرخون الاقتصاديون بالتساوي تقريبًا حول صحة التفسير النقدي التقليدي القائل بأن القوى النقدية كانت السبب الرئيسي للكساد الكبير، أو التفسير الكينزي التقليدي القائل بأن الانخفاض في الإنفاق المستقل، وخاصة الاستثمار، هو التفسير الأساسي لبداية الكساد الكبير. يوجد اليوم أيضًا دعم أكاديمي كبير لنظرية انكماش الديون وفرضية التوقعات التي - بناءً على التفسير النقدي لميلتون فريدمان وآنا شوارتز - تضيف تفسيرات غير نقدية.
هناك إجماع على أن نظام الاحتياطي الفدرالي كان يجب أن يوقف عملية الانكماش النقدي والانهيار المصرفي، من خلال توسيع المعروض النقدي والعمل كمُقرض الملاذ الأخير، فلو أنهم فعلوا ذلك، لكان الانكماش الاقتصادي أقل حدةً وأقصر أمدًا بكثير.

### التفسيرات السائدة
يرى الاقتصاديون السائدون المعاصرون أن الأسباب هي:
- انخفاض عرض النقود(1) وبالتالي حدوث أزمة مصرفية والحد من الائتمان وحالات الإفلاس.
- طلب غير كاف من القطاع الخاص وعدم كفاية الإنفاق المالي(1).
- فرض قانون التعريفة الجمركية سموت هاولي ما أدى إلى تفاقم الوضع للوصول إلى حالة ركود «معيارية» بدرجة أكبر.(3)

أدى الإنفاق غير الكافي، وانخفاض المعروض النقدي، والديون على الهامش إلى انخفاض الأسعار والمزيد من حالات الإفلاس(4)

#### تفسير النقديين

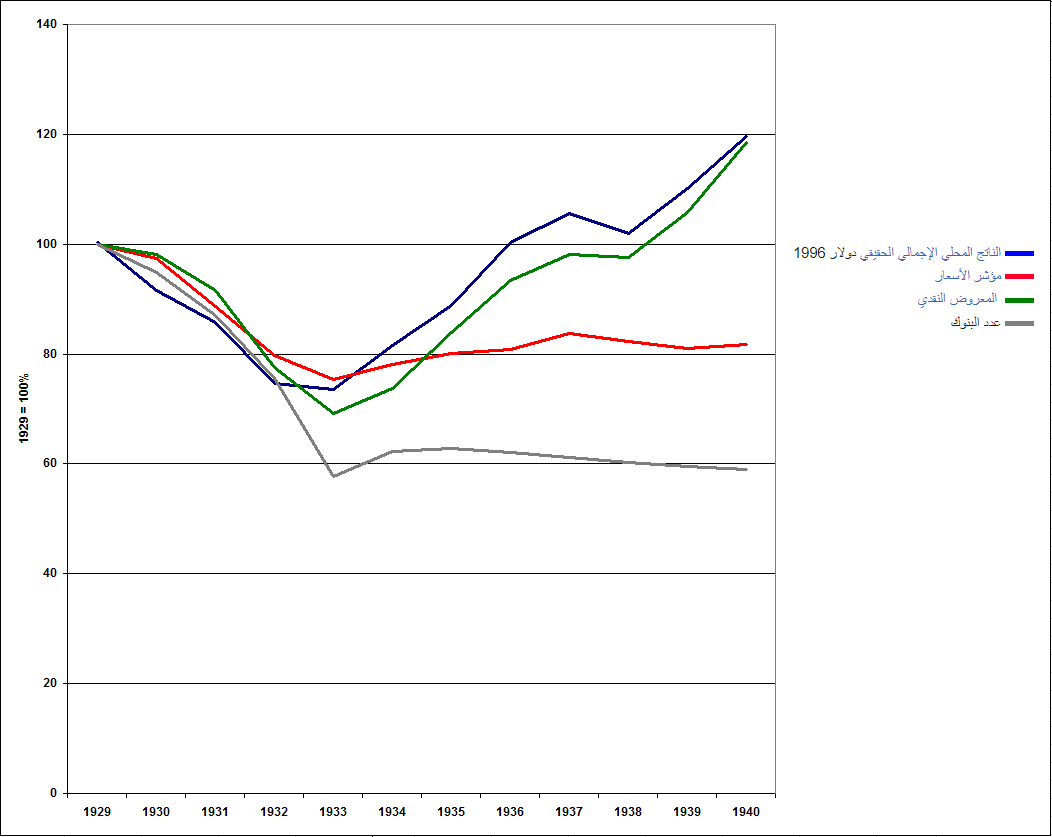
الكساد الكبير في الولايات المتحدة من وجهة نظر النقديين.
الناتج المحلي الإجمالي الحقيقي دولار 1996
مؤشر الأسعار
عدد البنوك
عُدّلت جميع البيانات إلى 1929 = 100%.

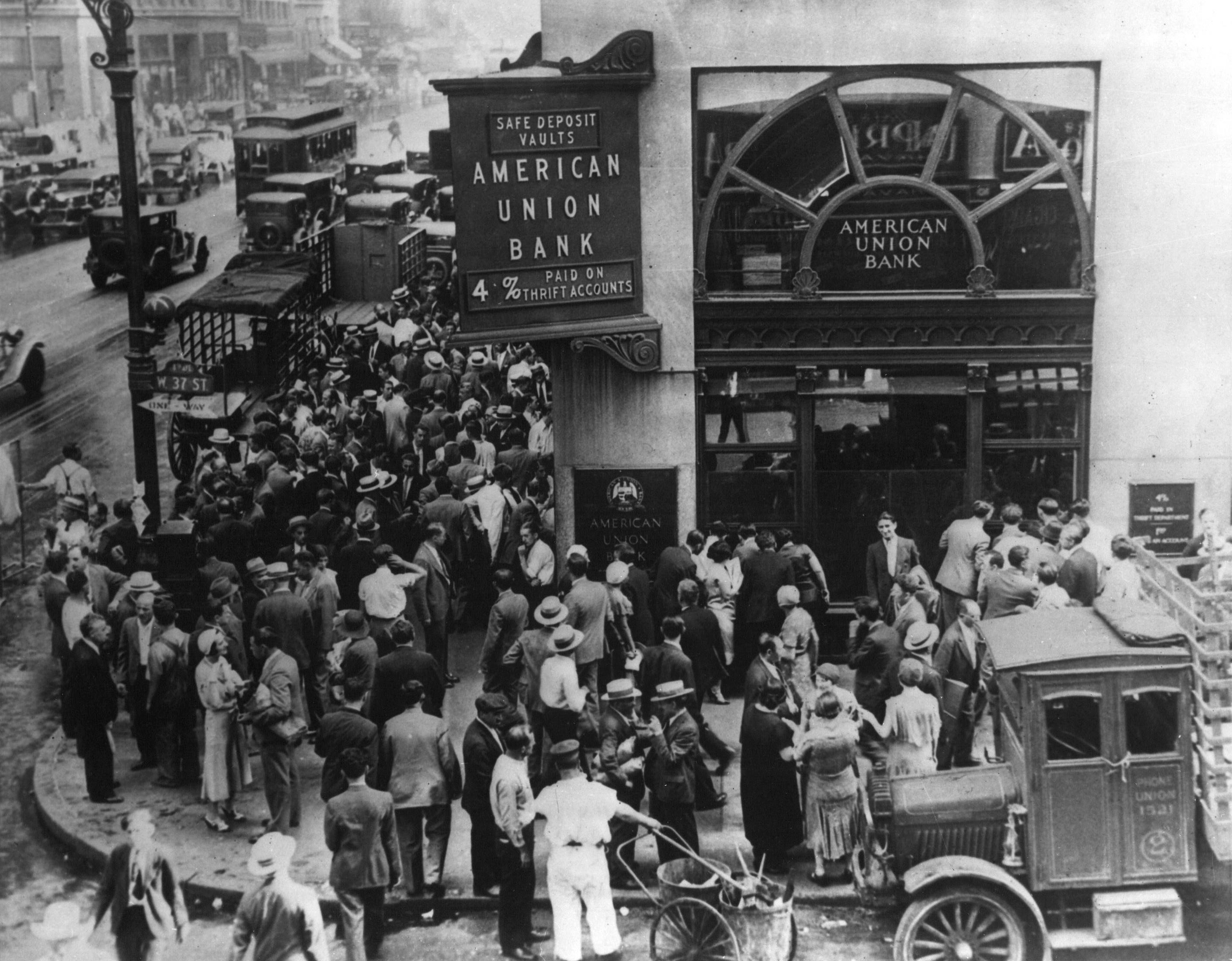
ازدحام في بنك الاتحاد الأمريكي في نيويورك أثناء ذعر بنكي في بداية الكساد الكبير

قدم الاقتصاديان الأمريكيان ميلتون فريدمان وآنا جيه شوارتز التفسير النقدي. وجادلا بأن الكساد الكبير نتج عن الأزمة المصرفية التي تسببت في اختفاء ثلث البنوك، وانخفاض ثروة المساهمين في البنوك، والأهم من ذلك الانكماش النقدي بنسبة 35%، وهو ما أطلقا عليه «الانكماش العظيم». تسبب هذا في انخفاض الأسعار بنسبة 33 %.(5) من خلال عدم خفض أسعار الفائدة، وعدم زيادة القاعدة النقدية وعدم ضخ السيولة في النظام المصرفي لمنعه من الانهيار، راقب الاحتياطي الفيدرالي بشكل سلبي تحول الركود الطبيعي إلى الكساد الكبير. جادل فريدمان وشوارتز بأن الانحدار الهبوطي في الاقتصاد بدءًا من انهيار سوق الأسهم كان من الممكن أن يكون مجرد ركود عادي إذا اتخذ الاحتياطي الفيدرالي إجراءات صارمة. هذا الرأي أيده محافظ الاحتياطي الفيدرالي بن برنانكي في خطاب تكريم فريدمان وشوارتز بهذا البيان:
سمح الاحتياطي الفيدرالي ببعض الإخفاقات للبنوك الكبيرة العامة - لا سيما تلك التي حدثت في بنك الولايات المتحدة بنيويورك [الإنجليزية] - مما تسبب في حالة من الذعر وتسابق واسع النطاق على البنوك المحلية، وجلس الاحتياطي الفيدرالي مكتوف الأيدي بينما انهارت البنوك. جادل فريدمان وشوارتز بأنه لو قدم بنك الاحتياطي الفيدرالي إقراضًا طارئًا لهذه البنوك الرئيسية، أو اشترى ببساطة سندات حكومية [الإنجليزية] في السوق المفتوحة [الإنجليزية] لتوفير السيولة وزيادة كمية الأموال بعد إفلاس البنوك الرئيسية فإن جميع البنوك المتبقية لن تنهار بعد البنوك الكبيرة، ولن ينخفض المعروض النقدي بقدر وبسرعة كما حدث.
مع وجود أموال أقل بكثير، لم تتمكن الشركات من الحصول على قروض جديدة ولم تتمكن حتى من تجديد قروضها القديمة، مما أجبر الكثيرين على التوقف عن الاستثمار. يلقي هذا التفسير باللوم على مجلس الاحتياطي الفيدرالي في عدم اتخاذ أي إجراء وخاصة فرع نيويورك.
كان أحد أسباب عدم تحرك الاحتياطي الفيدرالي للحد من انخفاض المعروض النقدي هو قاعدة الذهب. في ذلك الوقت، كان مقدار الائتمان الذي يمكن أن يصدره الاحتياطي الفيدرالي مقيدًا بقانون الاحتياطي الفيدرالي [الإنجليزية]، والذي يتطلب دعمًا ذهبيًا بنسبة 40% من سندات الاحتياطي الفيدرالي الصادرة. بحلول أواخر العشرينيات من القرن الماضي، كان الاحتياطي الفيدرالي قد وصل تقريبًا إلى حد الائتمان المسموح به والذي يمكن دعمه بالذهب الذي بحوزته. كان هذا الائتمان في شكل سندات طلب الاحتياطي الفيدرالي. «الوعد بالذهب» ليس جيدًا مثل «الذهب في اليد»، لا سيما عندما كان لديهم ما يكفي من الذهب لتغطية 40% من أوراق الاحتياطي الفيدرالي المستحقة. أثناء الذعر المصرفي، استبدل جزء من أوراق الطلب هذه بذهب الاحتياطي الفيدرالي. نظرًا لأن الاحتياطي الفيدرالي قد وصل إلى الحد الأقصى للائتمان المسموح به، فإن أي انخفاض في الذهب في خزائنه يجب أن يكون مصحوبًا بتخفيض أكبر في الائتمان. في 5 أبريل 1933، وقع الرئيس روزفلت الأمر التنفيذي رقم 6102 [الإنجليزية] الذي يجعل الملكية الخاصة لشهادات الذهب والعملات المعدنية والسبائك غير قانونية، مما قلل الضغط على ذهب الاحتياطي الفيدرالي.

#### تفسير الكينزين
جادل الاقتصادي البريطاني جون ماينارد كينز في النظرية العامة للتشغيل والفائدة والنقد بأن انخفاض إجمالي النفقات [الإنجليزية] في الاقتصاد ساهم في انخفاض هائل في الدخل والعمالة التي كانت أقل بكثير من المتوسط. في مثل هذه الحالة، وصل الاقتصاد إلى التوازن عند مستويات منخفضة من النشاط الاقتصادي وارتفاع معدلات البطالة.
كانت فكرة كينز الأساسية بسيطة: لإبقاء الناس يعملون بشكل كامل، يتعين على الحكومات أن تتحمل العجز عندما يتباطأ الاقتصاد، فالقطاع الخاص لن يستثمر بما يكفي للحفاظ على الإنتاج عند المستوى الطبيعي وإخراج الاقتصاد من الركود. دعا الاقتصاديون الكينزيون الحكومات في أوقات الأزمات الاقتصادية إلى تعويض الركود عن طريق زيادة الإنفاق الحكومي أو خفض الضرائب.
مع استمرار الكساد الاقتصادي، حاول فرانكلين روزفلت (عن طريق الأشغال العامة والإعانات الزراعية وغيرها من الطرق) إحياء الاقتصاد الأمريكي، لكنه لم يتخل مطلقًا عن جهوده لتحقيق التوازن في الميزانية. وفقًا للكينزيين، أدى هذا إلى تحسين الاقتصاد، لكن روزفلت لم يُنفق ما يكفي لإخراج الاقتصاد من الركود حتى بداية الحرب العالمية الثانية.

##### انكماش الديون

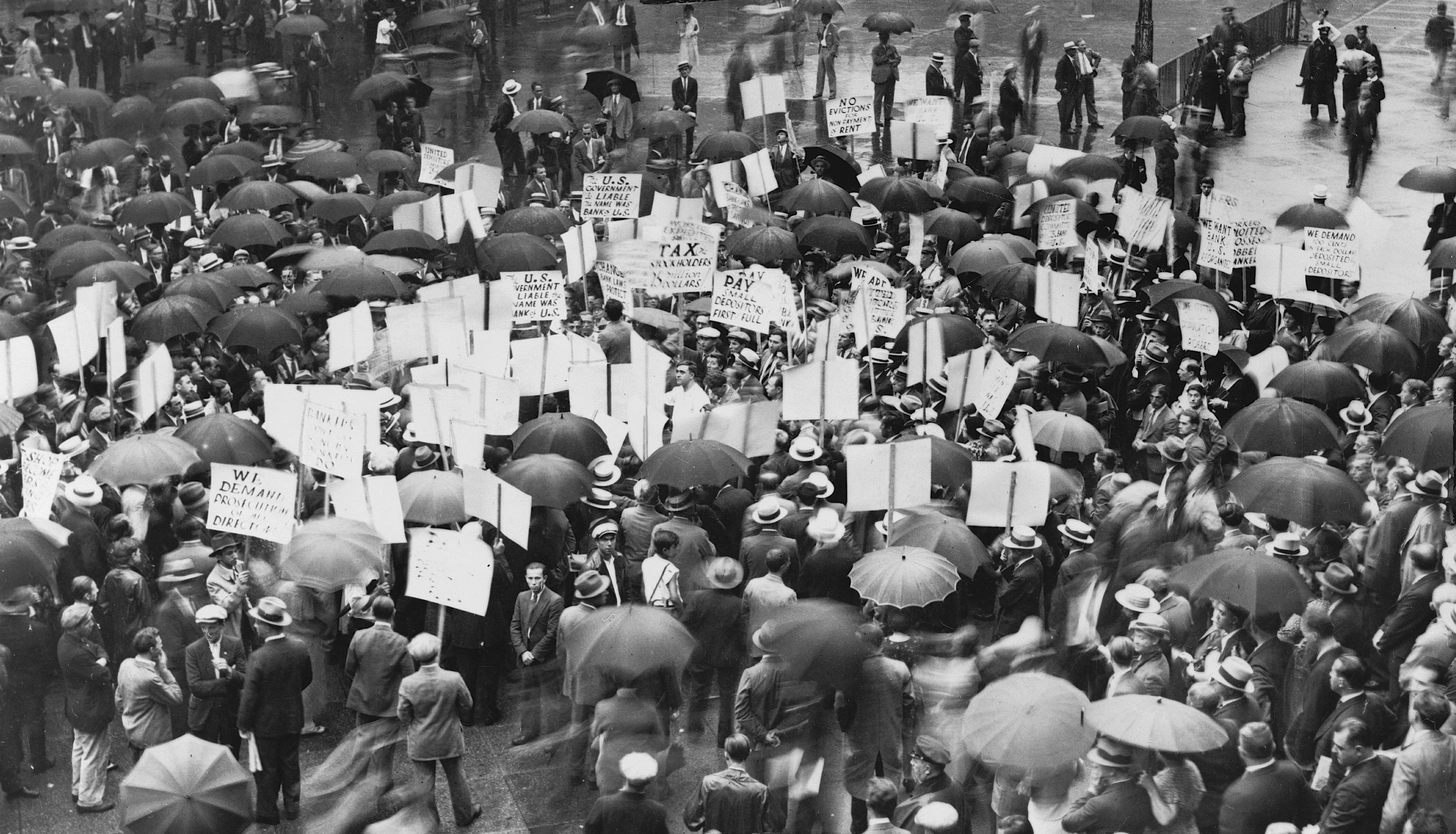
حشود خارج بنك الولايات المتحدة في نيويورك بعد فشلها عام 1931

جادل إيرفينغ فيشر بأن العامل المهيمن الذي أدى إلى الكساد العظيم كان الحلقة المفرغة من الانكماش وتزايد المديونية المفرطة. حدد فيشر تسعة عوامل تتفاعل مع بعضها البعض في ظل ظروف الديون والانكماش لخلق آليات الازدهار والكساد. كان تسلسل الأحداث على النحو التالي:
1. تصفية الديون والبيع البخس.
2. انكماش المعروض النقدي كقروض مصرفية يتم سدادها.
3. انخفاض في مستوى أسعار الأصول.
4. انخفاض أكبر في صافي قيمة الشركات مما أدى إلى حالات الإفلاس.
5. انخفاض في الأرباح.
6. انخفاض في الإنتاج والتجارة والتوظيف.
7. التشاؤم وفقدان الثقة.
8. اكتناز المال
9. انخفاض أسعار الفائدة الإسمية وارتفاع معدلات الفائدة المعدلة للانكماش.[42]

خلال انهيار عام 1929 قبل الكساد الكبير، كانت متطلبات الهامش 10% فقط. بعبارة أخرى، ستقرض شركات السمسرة 9 دولارات لكل 1 دولار يودعها المستثمر. عندما انهار السوق، استدعى السماسرة هذه القروض، والتي لم يكن من الممكن سدادها. بدأت البنوك في الانهيار حين تخلف المدينون عن سداد الديون وحاول المودعون سحب ودائعهم بشكل جماعي، مما أدى إلى عمليات تزاحم متعددة على البنوك. كانت الضمانات الحكومية واللوائح المصرفية الفيدرالية لمنع مثل هذه الذعر غير فعالة أو لم تُستخدم. أدى فشل البنوك إلى خسارة مليارات الدولارات في الأصول.
أصبحت الديون المستحقة أثقل، لأن الأسعار والمداخيل انخفضت بنسبة 20-50% لكن الديون بقيت على نفس القيمة بالدولار. بعد ذعر عام 1929 وخلال الأشهر العشرة الأولى من عام 1930، انهار 744 بنكًا أمريكيًا.(6) بحلول أبريل 1933، جمد قرابة 7 مليارات دولارات من الودائع في البنوك المتعثرة أو تلك التي تُركت غير مرخصة بعد عطلة البنوك في مارس [الإنجليزية].:352 تصاعدت حالات انهيار البنوك مع مطالبة المصرفيين اليائسين بتقديم قروض لم يكن لدى المقترضين الوقت أو المال لسدادها. مع تراجع الأرباح المستقبلية، تباطأ الاستثمار الرأسمالي والبناء أو توقف تمامًا. في مواجهة القروض المعدومة والآفاق المستقبلية المتدهورة، أصبحت البنوك الباقية أكثر تحفظًا في منح القروض. قامت البنوك ببناء احتياطياتها الرأسمالية وقدمت قروضًا أقل، مما أدى إلى تكثيف الضغوط الانكماشية. نشأت حلقة مفرغة وتسارعت دوامة الهبوط.
لم تستطع تصفية الديون مواكبة هبوط الأسعار الذي تسببت فيه. أدى التأثير الجماعي للتدافع على التصفية إلى زيادة قيمة كل دولار مستحق، مقارنة بقيمة انخفاض حيازات الأصول. إن الجهود التي بذلها الأفراد لتخفيف عبء الديون زادت بشكل فعال. ومن المفارقات، أنه كلما دفع المدينون أكثر زادت ديونهم. لقد حولت هذه العملية التي تؤدي إلى التفاقم الذاتي ركود عام 1930 إلى ركود كبير عام 1933.
افتقرت نظرية فيشر لانكماش الديون في البداية إلى التأثير السائد بسبب الحجة المضادة القائلة بأن انكماش الديون لا يمثل أكثر من إعادة توزيع من مجموعة (المدينون) إلى أخرى (الدائنون). يجب ألا يكون لعمليات إعادة التوزيع البحتة آثار اقتصادية كلية كبيرة.
بناءً على كل من الفرضية النقدية لميلتون فريدمان وآنا شوارتز وفرضية انكماش الديون لإيرفينغ فيشر، طور بن برنانكي طريقة بديلة أثرت بها الأزمة المالية على الإنتاج. وهو يبني على حجة فيشر القائلة بأن الانخفاضات الهائلة في مستوى الأسعار والدخول الاسمية تؤدي إلى زيادة أعباء الديون الحقيقية، مما يؤدي بدوره إلى إفلاس المَدين وبالتالي انخفاض الطلب الإجمالي؛ ومن شأن المزيد من الانخفاض في مستوى الأسعار أن يؤدي إلى دوامة انكماش الديون. وفقًا لبرنانكي، فإن أي انخفاض طفيف في مستوى الأسعار يؤدي ببساطة إلى إعادة توزيع الثروة من المدينين إلى الدائنين دون الإضرار بالاقتصاد. ولكن عندما يكون الانكماش حادًا، يؤدي انخفاض أسعار الأصول جنبًا إلى جنب مع إفلاس المدينين إلى انخفاض القيمة الاسمية للأصول في الميزانيات العمومية للبنوك. ستستجيب البنوك من خلال تشديد شروط الائتمان الخاصة بها، مما يؤدي بدوره إلى أزمة ائتمان تضر بالاقتصاد بشكل خطير. تقلل أزمة الائتمان من الاستثمار والاستهلاك، مما يؤدي إلى انخفاض إجمالي الطلب بالإضافة إلى المساهمة في دوامة الانكماش.

##### فرضية التوقعات
منذ أن تحول التيار الاقتصادي السائد إلى التوليف النيوكلاسيكي الجديد [الإنجليزية]، أصبحت التوقعات عنصرًا أساسيًا في نماذج الاقتصاد الكلي. وفقًا لبيتر تيمين [الإنجليزية]، وبارو ويغمور، وغوتي بي إيغيرتسون، وكريستينا رومر، فإن مفتاح التعافي وإنهاء الكساد الكبير جاء من خلال الإدارة الناجحة للتوقعات العامة. تستند الأطروحة إلى ملاحظة مفادها أنه بعد سنوات من الانكماش والركود الحاد للغاية، تحولت المؤشرات الاقتصادية المهمة إلى إيجابية في مارس 1933 عندما تولى فرانكلين دي روزفلت منصبه. تحولت أسعار المستهلك من الانكماش إلى تضخم معتدل، ووصل الإنتاج الصناعي إلى أدنى مستوياته في مارس 1933، وتضاعف الاستثمار في عام 1933 مع تحول في مارس 1933. لم تكن هناك قوى نقدية لتفسير هذا التحول. كان عرض النقود لا يزال ينخفض وظلت أسعار الفائدة قصيرة الأجل قريبة من الصفر. قبل مارس 1933، توقع الناس المزيد من الانكماش والركود حتى أن أسعار الفائدة عند الصفر لم تحفز الاستثمار. ولكن عندما أعلن روزفلت عن تغييرات كبيرة في النظام، بدأ الناس يتوقعون تضخمًا وتوسعًا اقتصاديًا. مع هذه التوقعات الإيجابية، بدأت أسعار الفائدة عند الصفر في تحفيز الاستثمار تمامًا كما كان متوقعًا. ساعد تغيير نظام سياسة روزفلت المالية والنقدية في جعل أهداف سياسته ذات مصداقية. أدى توقع ارتفاع الدخل المستقبلي وارتفاع التضخم في المستقبل إلى تحفيز الطلب والاستثمار. يشير التحليل إلى أن القضاء على عقائد السياسة لقاعدة الذهب، والميزانية المتوازنة في أوقات الأزمات والحكومة الصغيرة، أدى داخليًا إلى تحول كبير في التوقعات يمثل قرابة 70-80% من انتعاش الإنتاج والأسعار من عام 1933 حتى عام 1937. فإذا لم يحدث تغيير النظام واستمرت سياسة هوفر، لكان الاقتصاد قد استمر في الانهيار الحر في عام 1933، وكان الناتج أقل بنسبة 30% في عام 1937 مما كان عليه في عام 1933.
إن ركود 1937-1938 [الإنجليزية] الذي أبطأ الانتعاش الاقتصادي من الكساد العظيم، يُفَسَّر من خلال مخاوف السكان من أن التشديد المعتدل للسياسة النقدية والمالية في عام 1937 كان بمثابة الخطوات الأولى لاستعادة نظام السياسة قبل عام 1933.

#### الموقف المشترك
هناك إجماع مشترك بين الاقتصاديين اليوم على أنه يجب على الحكومة والبنك المركزي العمل على إبقاء مجاميع الاقتصاد الكلي المترابطة للناتج المحلي الإجمالي والمعروض النقدي على مسار نمو مستقر. عندما تهددها توقعات الكساد، يجب على البنوك المركزية أن توسع السيولة في النظام المصرفي ويجب على الحكومة خفض الضرائب وتسريع الإنفاق من أجل منع انهيار المعروض النقدي والطلب الإجمالي.
في بداية الكساد الكبير، آمن معظم الاقتصاديين بقانون ساي [الإنجليزية] وقوى التوازن في السوق، وفشلوا في فهم شدة الكساد. كانت سياسة التصفوية [الإنجليزية] التامة بمفردها موقفًا شائعًا، واحتفظ بها عالميًا خبراء الاقتصاد في المدرسة النمساوية. كان موقف التصفويون أن الكساد يعمل على تصفية الشركات والاستثمارات المتعثرة التي عفا عليها الزمن بسبب التطور التكنولوجي - إطلاق عناصر الإنتاج(7) ليُعاد توزيعها في قطاعات أخرى أكثر إنتاجية من الاقتصاد الديناميكي. وجادلوا بأنه حتى لو تسبب التعديل الذاتي للاقتصاد في حالات إفلاس جماعية، فإنه لا يزال أفضل مسار.
لاحظ الاقتصاديون مثل هاري إيتشنغرين [الإنجليزية] وبرادفورد ديلونغ أن الرئيس هربرت هوفر حاول الحفاظ على توازن الميزانية الفيدرالية حتى عام 1932، عندما فقد الثقة في وزير الخزانة أندرو ميلون واستبدله. وكانت وجهة النظر الشائعة بشكل متزايد بين المؤرخين الاقتصاديين هي أن تَمُسك العديد من صانعي السياسة الفيدرالية بموقف التصفوية أدى إلى عواقب وخيمة. على عكس ما توقعه دعاة التصفوية، لم يُعاد توزيع نسبة كبيرة من رأس المال ولكنها اختفت خلال السنوات الأولى من الكساد الكبير. وفقًا لدراسة أجراها أوليفييه بلانشار ولورنس سامرز، تسبب الركود في انخفاض تراكم رأس المال الصافي إلى مستويات ما قبل عام 1924 بحلول عام 1933. وصف ميلتون فريدمان التصفية بمفردها بأنها «هراء خطير». وكتب:

### النظريات البدعية

#### المدرسة النمساوية
يوجد مُنظران بارزان في المدرسة النمساوية حول الكساد الكبير هما الاقتصادي النمساوي فريدريك هايك والاقتصادي الأمريكي موراي روثبورد مؤلف كتاب الكساد الكبير في أمريكا (1963). فمن وجهة نظرهما مثل الكثير من النقديين، يقع جزء كبير من اللوم على نظام الاحتياطي الفدرالي(8)؛ ومع ذلك، على عكس النقديين، فهما يُجادلان بأن السبب الرئيسي للكساد كان توسع المعروض النقدي في عشرينيات القرن الماضي مما أدى إلى طفرة غير مستدامة مدفوعة بالائتمان.
من وجهة النظر النمساوية، كان تضخم المعروض النقدي هو الذي أدى إلى ازدهار غير مستدام في كل من أسعار الأصول(9) والسلع الرأسمالية. لذلك، بحلول الوقت الذي شدّد فيه الاحتياطي الفيدرالي في عام 1928، كان الوقت قد فات لمنع الانكماش الاقتصادي. في فبراير 1929، نشر هايك ورقة تنبأت بأن سياسات الاحتياطي الفيدرالي ستؤدي إلى أزمة تبدأ في أسواق الأسهم والسندات.
وفقا لروثبورد، فإن دعم الحكومة للشركات المتعثرة والجهود المبذولة للحفاظ على الأجور أعلى من قيم السوق قد أدى في الواقع إلى إطالة فترة الكساد. على عكس روثبارد، اعتقد هايك أن الاحتياطي الفيدرالي بعد عام 1970 ساهم بشكل أكبر في مشاكل الكساد من خلال السماح لتقلص المعروض النقدي خلال السنوات الأولى من الكساد.(10) ومع ذلك، خلال فترة الكساد(11)، انتقد هايك كلًا من نظام الاحتياطي الفدرالي وبنك إنجلترا لعدم اتخاذ موقف أكثر انكماشًا.
جادل هانز سينهولز [الإنجليزية] بأن معظم فترات الازدهار والكساد التي عصفت بالاقتصاد الأمريكي مثل تلك التي حدثت في الأعوام 1819–1820، و1839–1843، و1857–1860، و1873–1878، و1893–1897، و1920–21، نتجت عن قيام الحكومة بإحداث طفرة، من خلال المال والائتمان السهل، والذي سرعان ما تبعه انهيار حتمي.
كتب لودفيج فون ميزس في الثلاثينيات: «لا يمكن أن يؤدي التوسع في الائتمان إلى زيادة المعروض من السلع الحقيقية. إنه يؤدي فقط إلى إعادة الترتيب. يُحَوَّل الاستثمار الرأسمالي بعيدًا عن المسار الذي تحدده حالة الثروة الاقتصادية وظروف السوق. إنه يجعل الإنتاج يسلك مسارات لن يتبعها ما لم يكتسب الاقتصاد زيادة في السلع المادية. نتيجة لذلك، يفتقر الصعود إلى قاعدة صلبة. إنه ليس ازدهارًا حقيقيًا. إنما رخاء وهمي. فهو لم يتطور من زيادة الثروة الاقتصادية، أي تراكم المدخرات المتاحة للاستثمار الإنتاجي. بل إنه نشأ لأن التوسع الائتماني خلق وهمًا بحدوث مثل هذه الزيادة. عاجلًا أم آجلًا، يجب أن يتضح أن هذا الوضع الاقتصادي مبني على الرمال.».

#### عدم المساواة

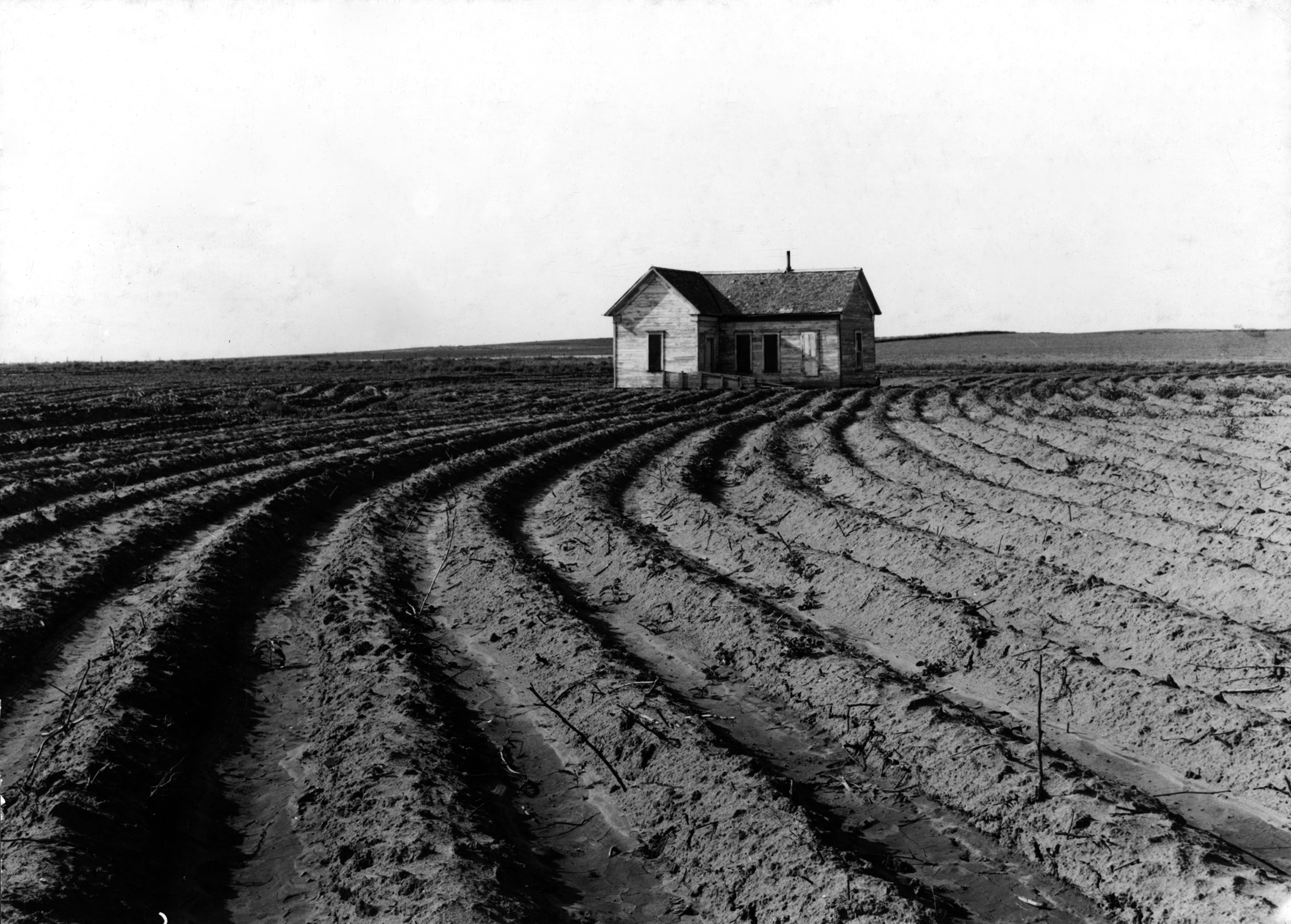
عملت الزراعة الآلية على إزاحة المستأجرين من الأراضي الواقعة في منطقة القطن الجاف الغربية. مقاطعة تشايلدريس، تكساس، 1938

نشر اقتصاديّان في عشرينيات القرن الماضي وهما واديل كاتشنغز [الإنجليزية] ووليام تروفانت فوستر [الإنجليزية] نظرية أثرت على العديد من صانعي السياسة مثل هربرت هوفر وهنري أغارد ولاس وبول دوغلاس ومارينر اكليس [الإنجليزية]. لقد جعلت الاقتصاد يُنتج أكثر مما يستهلك، إذ لم يكن لدى المستهلكين دخلٌ كافٌ. وهكذا تسبب التوزيع غير المتكافئ للثروة طوال عشرينيات القرن الماضي في الكساد الكبير.
وفقًا لوجهة النظر هذه كان السبب الجذري [الإنجليزية] للكساد الكبير هو الاسْتثْمار العالميِّ المفْرط فِي قُدْرة الصِّناعة الثَّقيلة مُقارَنة بِالأجور والأرْباح مِن الشَّركات المستقلَّة مثل المزارع. كان الحلُّ المُقْترح لِلْحكومة هُو ضخُّ الأموال فِي جُيوب المُسْتهْلكين، أي إنه يجب إعادة توزيع القوة الشرائية، والحفاظ على القاعدة الصناعية، وإعادة تضخيم الأسعار والأجور لإجبار أكبر قدرٍ من الزيادة التضخمية في القوة الشرائية على الإنفاق الاستهلاكي. كان الاقتصاد مُتضخِّمًا، ولم تكن هُناك حاجة إِلى مصانع جديدة. أوصى فوستر وكاتشنغز الحكومات الفيدْراليَّة وحكومات الولايات بِالبَدْء فِي مشارِيع بِناء كبيرة، وهو البرنامج الَّذي اِتَّبَعَهُ هُوفر وروزْفلْت.

#### الصدمة الإنتاجية
شهدت العقود الثلاثة الأولى من القرن العشرين طفرة في الإنتاج الاقتصادي مع الكهرباء والإنتاج الكبير والآلات الزراعية الآلية، وبسبب النمو السريع في الإنتاجية، كان هناك الكثير من الطاقة الإنتاجية الزائدة وخُفض أسبوع العمل. نُوقش الارتفاع الكبير في إنتاجية الصناعات الرئيسية في الولايات المتحدة وتأثيرات الإنتاجية على الإنتاج والأجور وأسبوع العمل من قبل سبورجون بيل في كتابه الإنتاجية والأجور والدخل القومي (1940).

## قاعدة الذهب وانتشار الكساد العالمي
كانت قاعدة الذهب هي آلية النقل الأساسية للكساد الكبير. حتَّى البلدان الَّتي لَم تُواجه إِخفاقات مصرفِيَّة وانكماشًا نقديًّا بِشكل مُباشر اُضْطرَّتْ لِلانضمام إِلى السِّياسة الانكماشيَّة لِأنَّ أَسعَارَ الفائدة المرتفعة فِي البلدان الَّتي نفَّذتْ سِياسة اِنكماشيَّة أدَّتْ إِلى تَدَفُّقِ الذَّهب إِلى الخارج فِي البلدان ذات مُعدَّلَات الفائدة المنخفضة. في ظل آلية تدفق السعر المحدد [الإنجليزية] لقاعدة الذهب، كان على البلدان التي فقدت الذهب وأرادت رغم ذلك الحفاظ على قاعدة الذهب أن تسمح بانخفاض المعروض النقدي وانحدار مُستوى الأسعار المحلية (الانكماش).
هناك أيضًا إجماع على أن السياسات الحمائية (تمرير قانون سموت-هاولي للتعريفات الجمركية في المقام الأول)، ساعدت في تفاقم أو حتى التسبب في الكساد الكبير.

### قاعدة الذهب

الكساد الكبير من منظور دولي. تشير علامات المثلثات إلى تواريخ التي علّقت فيها الدول قاعدة الذهب و/أو خفضت قيمة عملتها مقابل الذهب.

أشارت بعض الدراسات الاقتصادية إلى أنه مثلما انتشر الانكماش في جميع أنحاء العالم بسبب صرامة قاعدة الذهب، فإن تعليق قابلية تحويل الذهب(12) كان له أكبر الأثر في جعل الانتعاش ممكنًا.
تركت كل العملات الرئيسة قاعدة الذهب خلال فترة الكساد الكبير. كانت المملكة المتحدة السبّاقة لفعل ذلك. ففي مواجهة هجمات المضاربة [الإنجليزية] على الجنيه واستنفاد احتياطيات الذهب توقف بنك إنجلترا في سبتمبر 1931 عن استبدال أوراق الجنيه الاسترليني بالذهب وعُوّم الجنيه في أسواق الصرف الأجنبي.
انضمت اليابان والدول الاسكندنافية إلى المملكة المتحدة في الاستغناء عن قاعدة الذهب في عام 1931. ظلت بلدان أخرى مثل إيطاليا والولايات المتحدة على قاعدة الذهب حتى عام 1932 أو 1933، بينما بقيت دول قليلة في ما يسمى بـ «الكتلة الذهبية»، بقيادة فرنسا وتضم بولندا وبلجيكا وسويسرا على قاعدة الذهب حتى 1935–36.
وجدت الأبحاث اللاحقة أن السرعة التي خرجت بها دولة ما من قاعدة الذهب تنبأت بدقة بانتعاشها الاقتصادي، على سبيل المثال المملكة المتحدة والدول الاسكندنافية التي تخلت عن قاعدة الذهب في عام 1931 قد تعافت في وقت أبكر بكثير من فرنسا وبلجيكا اللتين بقيتا على الذهب لفترة أطول. أما الدول مثل الصين التي كانت تتعامل بقاعدة الفضة، فكادت أن تتجنب الكساد بالكامل. لقد ثبت أن العلاقة بين التخلي عن قاعدة الذهب في الدولة كمؤشرٍ على شدة الكساد وأمد تعافيها منه مطّردةٌ لعشرات البلدان بما في ذلك الدول النامية. يفسر هذا جزئيًا سبب اختلاف تجربة وطول فترة الكساد بين المناطق والدول في جميع أنحاء العالم.

### انهيار التجارة الدولية
جادل العديد من الاقتصاديين بأن الانخفاض الحاد في التجارة الدولية بعد عام 1930 ساعد في تفاقم الكساد، خاصة بالنسبة للبلدان التي تعتمد بشكل كبير على التجارة الخارجية. في دراسة استقصائية أجريت عام 1995 على المؤرخين الاقتصاديين الأمريكيين، اتفق ثلثيهم على أن قانون سموت-هاولي للتعريفات الجمركية(13) أدى على الأقل إلى تفاقم الكساد الكبير. يُلقي معظم المؤرخين والاقتصاديين باللّوم على هذا القانون لأنه أدى إلى تفاقم الكساد عن طريق الحد بشكل خطير من التجارة الدولية والتسبب في تعريفات انتقامية في البلدان الأخرى. بينما كانت التجارة الخارجية جزءًا صغيرًا من النشاط الاقتصادي الكلي في الولايات المتحدة وتركزت في عدد قليل من الشركات مثل الزراعة، فقد كانت عاملًا أكبر بكثير في العديد من البلدان الأخرى. كان متوسط معدل الرسوم القيمية [الإنجليزية] على الواردات الخاضعة للرسوم الجمركية للأعوام 1921-1925 25.9% ولكن في ظل التعريفة الجديدة قفز إلى 50% خلال 1931-1935. من حيث القيمة الدولارية، انخفضت الصادرات الأمريكية خلال السنوات الأربع التالية من قرابة 5.2 مليار دولار في عام 1929 إلى 1.7 مليار دولار في عام 1933 ؛ لذلك، لم ينخفض الحجم المادي للصادرات فحسب، بل انخفضت الأسعار أيضًا بقرابة 1⁄3 كما هو مكتوب. كانت السلع الزراعية مثل القمح والقطن والتبغ والخشب الأكثر تضررًا.
اتخذت الحكومات في جميع أنحاء العالم خطوات مختلفة لإنفاق أموال أقل على السلع الأجنبية مثل: فرض الرسوم الجمركية وحصص الاستيراد وضوابط الصرف. أثارت هذه القيود الكثير من التوتر بين البلدان التي لديها كميات كبيرة من التجارة الثنائية، مما تسبب في تخفيضات كبيرة في الصادرات والواردات خلال فترة الكساد. لم تطبق جميع الحكومات نفس الإجراءات الحمائية. رفعت بعض البلدان التعريفات بشكل جذري وفرضت قيودًا صارمة على معاملات الصرف الأجنبي، بينما خفضت دول أخرى قيود التجارة والصرف بشكل هامشي فقط.
- «البلدان التي ظلت على قاعدة الذهب، مع الحفاظ على العملات الثابتة، كانت أكثر عرضة لتقييد التجارة الخارجية.» وهذه الدول «لجأت إلى سياسات حمائية لتقوية ميزان المدفوعات والحد من خسائر الذهب». كانت تأمل في أن تؤدي هذه القيود والاستنفاد إلى استمرار التدهور الاقتصادي.[76]
- سمحت البلدان التي تخلت عن قاعدة الذهب لعملاتها بالانخفاض [الإنجليزية]، مما تسبب في تعزيز ميزان مدفوعاتها. كما أنه حرر السياسة النقدية حتى تتمكن البنوك المركزية من خفض أسعار الفائدة والعمل كمقرضي الملاذ الأخير. لقد امتلكوا أفضل أدوات السياسة لمحاربة الكساد ولم يحتاجوا إلى الحمائية.[76]
- «إن طول وعمق الانكماش الاقتصادي لبلد ما وتوقيت الانتعاش وحيويته مرتبطان بمدة بقاءها على قاعدة الذهب. شهدت البلدان التي تخلت عن قاعدة الذهب في وقت مبكر نسبيًا ركودًا معتدلًا نسبيًا وانتعاشًا مبكرًا. في المقابل، شهدت البلدان التي بقيت على قاعدة الذهب فترات ركود طويلة».[76]

#### تأثير الرسوم الجمركية
الرأي المتفق عليه بين الاقتصاديين والمؤرخين الاقتصاديين(14) هو أن فرض قانون تعرفة سموت - هاولي أدى إلى تفاقم الكساد الكبير، على الرغم من وجود خلاف حول مقدار ذلك. من وجهة النظر الشعبية، كان قانون تعرفة سموت - هاولي سببًا رئيسيًا للكساد. وفقًا لموقع مجلس الشيوخ الأمريكي على الإنترنت، يعد قانون تعرفة سموت - هاولي من بين أكثر القوانين كارثيةً في تاريخ الكونغرس.

### أزمة البنوك الألمانية عام 1931
تصاعدت الأزمة المالية وخرجت عن نطاق السيطرة في منتصف عام 1931، بدءًا من انهيار كريدت أنستالت [الإنجليزية] في فيينا في مايو.:379–385 مما تسبب بضغوط شديدة على ألمانيا التي كانت بالفعل في حالة اضطراب سياسي بسبب تصاعد عنف الحركات النازية والشيوعية، وقلق المستثمرين من السياسات المالية الحكومية القاسية. سحب المستثمرون أموالهم قصيرة الأجل من ألمانيا حيث تدهورت الثقة. خسر بنك الرايخ (بالألمانية: Reichsbank) 150 مليون مارك في الأسبوع الأول من شهر يونيو وبـ540 مليون في الأسبوع الثاني، و150 مليون في يومي 19-20 يونيو. كان الانهيار في متناول اليد. دعا الرئيس الأمريكي هربرت هوفر إلى وقف دفع تعويضات الحرب [الإنجليزية]، أثار هذا القرار غضب باريس التي اعتمدت على التدفق المستمر للمدفوعات الألمانية، لكنها أبطأت الأزمة، واتفق على تعليق العمل بالقرار بشكل مؤقت في يوليو 1931. ولم يُسفر مؤتمر دولي عقد في لندن في وقت لاحق في يوليو عن أي اتفاق، لكن في 19 أغسطس، جمّدت اتفاقية التوقيف الالتزامات الخارجية لألمانيا لمدة ستة أشهر. تلقت ألمانيا تمويلًا طارئًا من البنوك الخاصة في نيويورك بالإضافة إلى بنك التسويات الدولية وبنك إنجلترا. أدى التمويل فقط إلى إبطاء العملية. بدأت الإخفاقات الصناعية في ألمانيا، وأُغلق بنك رئيسي في يوليو وأُعلن عن عطلة لمدة يومين لجميع البنوك الألمانية. كانت حالات فشل الأعمال أكثر تكرارا في يوليو، وانتشرت إلى رومانيا والمجر. استمرت الأزمة في التفاقم في ألمانيا، مما أدى إلى الاضطرابات السياسية التي أدت في النهاية إلى وصول نظام هتلر النازي إلى السلطة في يناير 1933.

### الأزمة البريطانية
بدأت الأزمة المالية العالمية الآن تطغى على بريطانيا. بدأ المستثمرون حول العالم في سحب ذهبهم من لندن بمعدل 2.5 مليون جنيه إسترليني في اليوم. أُصدرت ائتمانات بقيمة 25 مليون جنيه إسترليني من كل من بنك فرنسا وبنك الاحتياطي الفيدرالي في نيويورك وتباطأ إصدار 15 مليون جنيه إسترليني من السند الائتماني، لكنها لم تعكس الأزمة البريطانية. تسببت الأزمة المالية الآن في أزمة سياسية كبيرة في بريطانيا في أغسطس 1931. مع تزايد العجز، طالب المصرفيون بميزانية متوازنة. وافقت الحكومة المنقسمة من حكومة رئيس الوزراء رامزي ماكدونالد العمالية على ذلك؛ اقترحت زيادة الضرائب، وخفض الإنفاق، والأكثر إثارة للجدل خفض إعانات البطالة بنسبة 20%. كان الهجوم على الرفاهية غير مقبول للحركة العمالية. أراد ماكدونالد الاستقالة، لكن الملك جورج الخامس أصر على بقائه وتشكيل ائتلاف يضم جميع الأحزاب " حكومة وطنية [الإنجليزية]". وقع حزبا المحافظين والليبراليين جنبًا إلى جنب مع كادر صغير من حزب العمل، لكن الغالبية العظمى من قادة حزب العمال شجبوا ماكدونالد باعتباره خائنًا لقيادة الحكومة الجديدة. خرجت بريطانيا عن قاعدة الذهب، وعانت أقل نسبيًا من الدول الكبرى الأخرى في فترة الكساد الكبير. في الانتخابات البريطانية عام 1931، دُمّر حزب العمال فعليًا، تاركًا ماكدونالد رئيسًا للوزراء لتحالف محافظ إلى حد كبير.:386–412

## نقطة التحول والانتعاش

المسار العام للكساد في الولايات المتحدة، كما ينعكس في نصيب الفرد من الناتج المحلي الإجمالي الموضح بالدولار الثابت لعام 2000، بالإضافة إلى بعض الأحداث الرئيسية في تلك الفترة. خط أحمر منقط = اتجاه طويل الأمد 1920-1970.

بدأ التعافي من الكساد الكبير في معظم دول العالم في عام 1933. في الولايات المتحدة، بدأ الانتعاش في أوائل عام 1933، لكن الولايات المتحدة لم تعد إلى الناتج القومي الإجمالي لعام 1929 لأكثر من عقد وكان معدل البطالة فيها لا يزال قرابة 15% في عام 1940، وإن كان أقل من أعلى مستوى بلغ 25% في عام 1933.
لا يوجد إجماع بين الاقتصاديين فيما يتعلق بالقوة الدافعة للتوسع الاقتصادي الأمريكي الذي استمر خلال معظم سنوات روزفلت(16). الرأي الشائع بين معظم الاقتصاديين هو أن سياسات الصفقة الجديدة لروزفلت إما تسببت في التعافي أو سرَّعته، على الرغم من أن سياساته لم تكن أبدًا أكثر ضراوة بما يكفي لإخراج الاقتصاد تمامًا من الركود. كما لفت بعض الاقتصاديين الانتباه إلى الآثار الإيجابية من توقعات مقاومة الانكماش وارتفاع أسعار الفائدة الإسمية التي تنبأت بها كلمات روزفلت وأفعاله. كان التراجع عن تلك السياسات الانكماشية هو الذي أدى إلى توقف الركود الذي بدأ في أواخر عام 1937. كانت إحدى السياسات المساهمة التي عكست الإنكماش هي قانون البنوك لعام 1935، الذي رفع بشكل فعّال متطلبات الاحتياطي، مما تسبب في انكماش نقدي ساعد على إبطاء الانتعاش. عاد الناتج المحلي الإجمالي إلى اتجاهه التصاعدي في عام 1938.
وفقًا لكريستينا رومر، كان نمو المعروض النقدي الناجم عن تدفقات الذهب الدولية الضخمة مصدرًا مهمًا لتعافي اقتصاد الولايات المتحدة، ولم يُظهر الاقتصاد سوى القليل من علامات التصحيح الذاتي. كانت تدفقات الذهب الواردة جزئيًا بسبب انخفاض قيمة الدولار الأمريكي [الإنجليزية] وجزئيًا بسبب تدهور الوضع السياسي في أوروبا. عزا ميلتون فريدمان وآنا جيه شوارتز في كتابهما التاريخ النقدي للولايات المتحدة [الإنجليزية] التعافي أيضًا إلى عوامل نقدية، وأكدا أنه تباطأ كثيرًا بسبب الإدارة السيئة للمال من قبل نظام الاحتياطي الفيدرالي. وافق رئيس مجلس الاحتياطي الفيدرالي السابق (2006-2014) بن برنانكي على أن العوامل النقدية لعبت أدوارًا مهمة في كل من التدهور الاقتصادي العالمي والانتعاش النهائي. رأى برنانكي أيضًا دورًا قويًا للعوامل المؤسسية، ولا سيما إعادة بناء وإعادة هيكلة النظام المالي، وأشار إلى أنه ينبغي دراسة الكساد الاقتصادي من منظور دولي.

### دور المرأة والاقتصاد المنزلي
كان دور المرأة في الأساس هو ربة منزل؛ بدون تدفق ثابت لدخل الأسرة، أصبح عملها في التعامل مع الطعام والملابس والرعاية الطبية أكثر صعوبة. انخفضت نسبة الولادة في كل مكان، حيث أُجل إنجاب الأطفال حتى تتمكن العائلات من إعالتهم ماليًا. انخفض متوسط معدل المواليد في 14 دولة رئيسة بنسبة 12% من 19.3 مولودًا لكل ألف من السكان في عام 1930 إلى 17.0 في عام 1935. تحدت نصف النساء الكاثوليكيات من الروم الكاثوليك في كندا تعاليم الكنيسة واستخدمن وسائل منع الحمل لتأجيل الولادات.
كان تسريح العمال من بين عدد قليل من النساء في القوى العاملة أقل شيوعًا في وظائف الياقات البيضاء وكان يُعثر عليهن عادةً في أعمال التصنيع الخفيفة. ومع ذلك، كان هناك طلب واسع النطاق لقصر الأسر على وظيفة واحدة مدفوعة الأجر، حتى تفقد الزوجات العمل إذا كان أزواجهن عاملين. في جميع أنحاء بريطانيا، كان هناك اتجاه للنساء المتزوجات للانضمام إلى القوى العاملة، والتنافس على وظائف بدوام جزئي على وجه الخصوص.
ظل النمو السكاني في فرنسا بطيء للغاية لا سيما بالمقارنة مع ألمانيا ومثّل مشكلة خطيرة في الثلاثينيات. تضمن دعم برامج الرعاية الاجتماعية المتزايدة خلال فترة الكساد التركيز على المرأة في الأسرة. قام المجلس الأعلى للولادة (بالفرنسية: Conseil Supérieur de la Natalité)‏ بحملة من أجل الأحكام التي سُنت في قانون الأسرة لعام 1939، والتي زادت من مساعدة الدولة للأسر التي لديها أطفال وطالب أرباب العمل بحماية وظائف الآباء، حتى لو كانوا مهاجرين.
وسَّعت النساء في المناطق الريفية والبلدات الصغيرة عملياتهن في حدائق الخضروات لتشمل أكبر قدر ممكن من إنتاج الغذاء. رعت المنظمات الزراعية في الولايات المتحدة برامج لتعليم ربات البيوت كيفية تحسين حدائقهن وتربية الدواجن للحوم والبيض. قامت النساء الريفيات بصنع فساتين من أكياس العلف [الإنجليزية] وأشياء أخرى لهن ولأسرهن ومنازلهن من أكياس العلف. وسعت النساء الأمريكيات صانعات اللحاف من أصول أفريقية من نشاطهن في المدن الأمريكية وعززن التعاون ودربن المبتدئين. صُنعت الألحفة للاستخدام العملي من مجموعة متنوعة من المواد منخفضة التكلفة، وعززت التواصل الاجتماعي والصداقة الحميمة والرضا عن الذات بين النساء.
يقدم التاريخ الشفوي دليلًا على كيفية تعامل ربات البيوت في مدينة صناعية حديثة مع نقص الأموال والموارد. غالبًا ما قاموا بتحديث الاستراتيجيات التي استخدمتها أمهاتهم عندما كانوا يكبرون في أسر فقيرة. استخدمت الأطعمة الرخيصة، مثل الحساء والفول والمعكرونة. قاموا بشراء أرخص قطع اللحوم(17) وأعادوا تدوير شواء الأحد [الإنجليزية] إلى شطائر وشوربات. كانوا يخيطون الملابس ويصلحونها، ويتاجرون مع جيرانهم بأشياء زائدة، ويكتفون بالمنازل الباردة. أُجل شراء الأثاث والأجهزة الجديدة إلى أيام أفضل. عملت العديد من النساء أيضًا خارج المنزل، أو أخذن غرفًا، وغسلن الملابس مقابل المقايضة أو النقود، وقمن بالخياطة للجيران مقابل أي شيء يمكنهم تقديمه. استخدمت العائلات الممتدة المساعدة المتبادلة - الطعام الإضافي، والغرف الاحتياطية، وأعمال الإصلاح، والقروض النقدية - لمساعدة أبناء العم والأصهار.
كانت السياسة الحكومية الرسمية في اليابان انكماشية وعكس الإنفاق الكينزي. وبالتالي، أطلقت الحكومة حملة في جميع أنحاء البلاد لحث الأسر على تقليل استهلاكها، مع التركيز على إنفاق ربات البيوت.

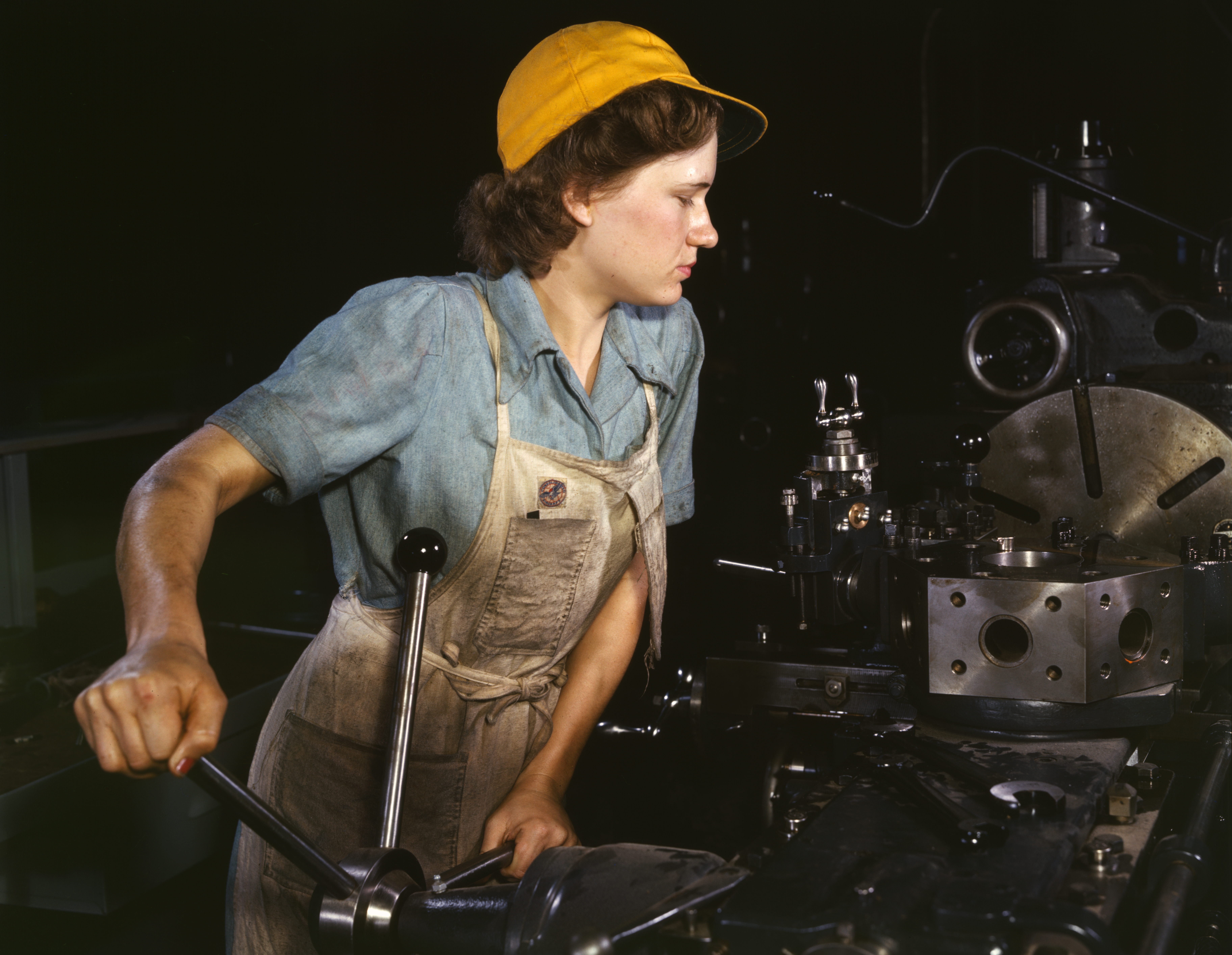
عاملة خراطة لتصنيع قطع غيار طائرات النقل في مصنع شركة الطائرات الموحدة عام 1942، فورت وورث تكساس. دخلت النساء القوة العاملة بعد تجنيد الرجال في القوات المسلحة.

حاولت الحكومة في ألمانيا إعادة تشكيل الاستهلاك المنزلي الخاص في إطار الخطة الرباعية لعام 1936 لتحقيق الاكتفاء الذاتي الاقتصادي الألماني. حاولت المنظمات النسائية النازية ووكالات الدعاية الأخرى والسلطات تشكيل مثل هذا الاستهلاك حيث كان الاكتفاء الذاتي الاقتصادي ضروريًا للاستعداد للحرب القادمة واستمرارها. واستخدمت المنظمات ووكالات الدعاية والسلطات شعارات تدعو إلى القيم التقليدية للتوفير والحياة الصحية. ومع ذلك، لم تنجح هذه الجهود إلا جزئيًا في تغيير سلوك ربات البيوت.

### الحرب العالمية الثانية والانتعاش
كان الرأي السائد بين المؤرخين الاقتصاديين هو أن الكساد الكبير انتهى بقدوم الحرب العالمية الثانية. واعتقد العديد من الاقتصاديين أن الإنفاق الحكومي على الحرب تسبب أو على الأقل سرَّع التعافي من الكساد الكبير،(50) على الرغم من أن البعض يرى أنه لم يلعب دورًا كبيرًا في الانتعاش، على الرغم من أنه ساعد في الحد من البطالة.
ساعدت سياسات إعادة التسلح التي أدت إلى الحرب العالمية الثانية في تحفيز اقتصادات أوروبا في 1937-1939. بحلول عام 1937، انخفضت البطالة في بريطانيا إلى 1.5 مليون. أنهت التعبئة العامة للقوى البشرية عقب اندلاع الحرب عام 1939 البطالة.
عندما دخلت الولايات المتحدة الحرب في عام 1941، قضت أخيرًا على الآثار الأخيرة للكساد الكبير وخفضت معدل البطالة في الولايات المتحدة إلى أقل من 10%. أدى الإنفاق الهائل في الولايات المتحدة على الحرب إلى مضاعفة معدلات النمو الاقتصادي، إما لإخفاء آثار الكساد أو إنهائه بشكل أساسي. تجاهل رجال الأعمال الديون الوطنية المتزايدة والضرائب الجديدة الباهظة، وضاعفوا جهودهم لزيادة الإنتاج للاستفادة من العقود الحكومية السخية.

## الآثار الاجتماعية والاقتصادية

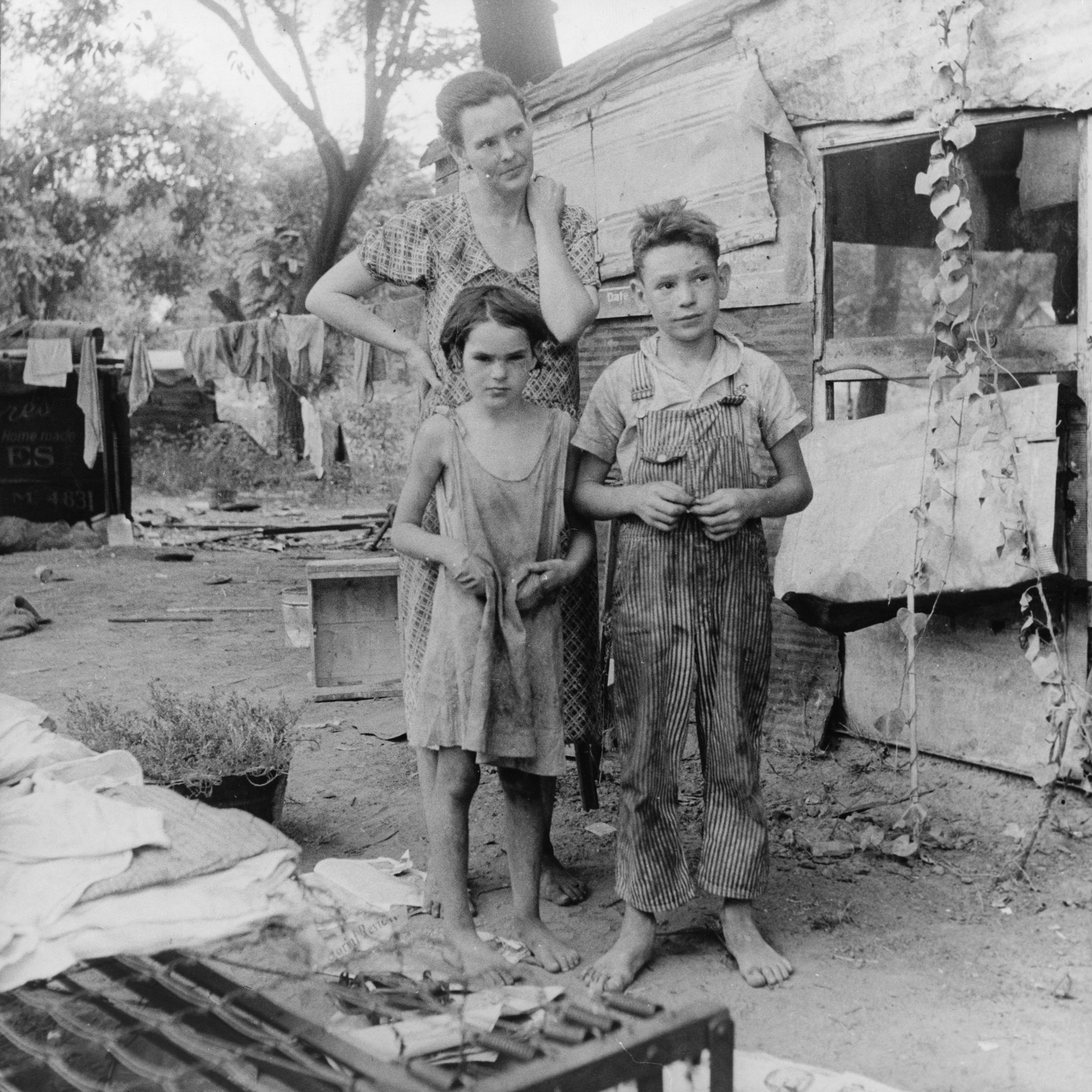
عائلة أمريكية فقيرة تعيش في أكواخ خلال فترة الكساد الكبير، مقاطعة أوكلاهوما 1936

وضعت غالبية الدول برامج إغاثة وخضع معظمها لنوع من الاضطرابات السياسية، مما دفعها إلى التياراليميني. شهدت العديد من البلدان في أوروبا وأمريكا اللاتينية تقويض الحكم الديمقراطي ليحل محله شكل من أشكال الديكتاتورية أو الحكم الاستبدادي، وأشهر الأمثلة على ذلك ما حدث في ألمانيا عام 1933. تنازل دومينيون نيوفاوندلاند [الإنجليزية] عن الديمقراطية طواعيةً.

### أستراليا
كانت أستراليا من أكثر البلدان المتقدمة تضرراً بسبب اعتمادها على الصادرات الزراعية والصناعية. أدى انخفاض الطلب على الصادرات وأسعار السلع الأساسية إلى فرض ضغوط هبوطية هائلة على الأجور. وصلت البطالة إلى مستوى قياسي بلغ 29% في عام 1932، مع انتشار الاضطرابات المدنية. بعد عام 1932، أدت الزيادة في أسعار الصوف واللحوم إلى انتعاش تدريجي.

### كندا

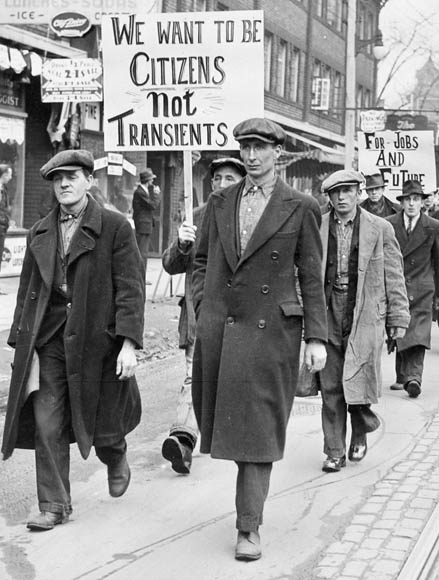
مسيرة سِلميَّة لِلعمَّال المُسرَّحين في مدينة تورونتو الكندية

تأثر الإنتاج الصناعي الكندي بشدة بسبب الانكماش الاقتصادي العالمي وقصعة الغبار، وانخفض الإنتاج الصناعي الكندي بحلول عام 1932 إلى 58% فقط من قيمته لعام 1929، وهو ثاني أقل مستوى في العالم بعد الولايات المتحدة، ويأتي بعد دول مثل بريطانيا، الذي انخفض إلى 83% فقط من مستوى عام 1929. انخفض إجمالي الدخل القومي إلى 56% من مستوى عام 1929، مرة أخرى أسوأ من أي بلد آخر باستثناء الولايات المتحدة. بلغت نسبة البطالة 27% في ذروة الكساد الاقتصادي عام 1933.

### تشيلي
صنفت عصبة الأمم تشيلي [الإنجليزية] على أنها البلد الأكثر تضررًا من الكساد الكبير لأن 80% من الإيرادات الحكومية جاءت من صادرات النحاس والنترات، والتي كان الطلب عليها منخفضًا. شعرت تشيلي في البداية بتأثير الكساد الكبير في عام 1930، عندما انخفض الناتج المحلي الإجمالي بنسبة 14%، وانخفض دخل التعدين بنسبة 27%، وانخفضت عائدات الصادرات بنسبة 28%. بحلول عام 1932، تقلص الناتج المحلي الإجمالي إلى أقل من نصف ما كان عليه في عام 1929، مما تسبب في خسائر فادحة في البطالة وفشل الأعمال.
تأثر العديد من قادة الحكومات بشدة بالكساد الكبير، فعززوا تطوير الصناعة المحلية في محاولة لعزل الاقتصاد عن الصدمات الخارجية المستقبلية. بعد ست سنوات من إجراءات التقشف الحكومية، التي نجحت في إعادة تأسيس الجدارة الائتمانية لتشيلي، انتخب التشيليون لتولي مناصب الحكومية خلال الفترة من 1938 إلى 1958 سلسلة من حكومات الوسط ويسار الوسط المهتمة بتعزيز النمو الاقتصادي من خلال تدخل الحكومة.
في أعقاب زلزال شيلان [الإنجليزية] المدمر عام 1939، أنشأت حكومة الجبهة الشعبية بقيادة بيدرو أغيري سيردا شركة تطوير الإنتاج [الإنجليزية] (CORFO) لتشجيع برنامج طموح لتصنيع البديل للواردات من خلال الإعانات والاستثمارات المباشرة. وبالتالي، كما هو الحال في بلدان أمريكا اللاتينية الأخرى، أصبحت الحمائية جانبًا راسخًا من الاقتصاد التشيلي.

### الصين
لم تتأثر الصين إلى حد كبير بالكساد، والسبب الأساسي لذلك هو تمسكها بقاعدة الفضة. ومع ذلك، فإن قانون شراء الفضة الأمريكي لعام 1934 خلق طلبًا لا يطاق على العملات الفضية في الصين، وبالتالي، تم التخلي رسميًا عن قاعدة الفضة في عام 1935 في النهاية لصالح البنوك الوطنية الصينية الأربعة (بنك الاتصالات، بنك الصين، البنك المركزي التايواني، بنك المزارعين الصيني [الإنجليزية]). كانت الصين ومستعمرة هونغ كونغ البريطانية آخر من تخلى عن قاعدة الفضة وذلك في سبتمبر 1935. بالإضافة إلى ذلك، عملت الحكومة القومية أيضًا بنشاط لتحديث النظامين القانوني والعقابي، واستقرار الأسعار، وإطفاء الديون، وإصلاح النظام المصرفي والعملات، وبناء السكك الحديدية والطرق السريعة، وتحسين مرافق الصحة العامة، وإصدار تشريعات لمكافحة الاتجار بالمخدرات وزيادة الصناعة والزراعة. في 3 نوفمبر 1935، أصدرت الحكومة العملة الورقية (fapi)، مما أدى إلى استقرار الأسعار على الفور وزيادة الإيرادات للحكومة.

### المستعمرات الأوروبية الأفريقية
أدى الانخفاض الحاد في أسعار السلع الأساسية، والانخفاض الحاد في الصادرات، إلى إلحاق الضرر باقتصاديات المستعمرات الأوروبية في إفريقيا وآسيا. تضرر القطاع الزراعي بشكل خاص. على سبيل المثال، أصبح السيزال مؤخرًا محصولًا تصديريًا رئيسًا في كينيا وتنجانيقا [الإنجليزية]. خلال فترة الكساد، عانى السيزال بشدة من انخفاض الأسعار ومشاكل التسويق التي أثّرت على جميع السلع الاستعمارية في أفريقيا. وضع منتجو السيزال ضوابط مركزية لتصدير أليافهم. انتشرت البطالة والمشقة بين الفلاحين والعمال والمساعدين الاستعماريين والحرفيين. خُفِّضت ميزانيات الحكومات الاستعمارية، مما أدى إلى تقليص مشاريع البنية التحتية الجارية، مثل بناء وتحديث الطرق والموانئ والاتصالات. أدت التخفيضات في الميزانية إلى تأخير الجدول الزمني لإنشاء أنظمة التعليم العالي.
أضر الكساد بشدة باقتصاد الكونغو البلجيكية القائم على التصدير بسبب انخفاض الطلب الدولي على المواد الخام والمنتجات الزراعية. على سبيل المثال، انخفض سعر الفول السوداني من 125 إلى 25 سنتًا. في بعض المناطق، كما هو الحال في منطقة التعدين كاتانغا، انخفض إجمالي التوظيف في البلاد بنسبة 70%. انخفضت قوة العمل بأجر بمقدار 72.000 وعاد العديد من الرجال إلى قراهم. انخفض عدد السكان في ليوبولدفيل بنسبة 33% بسبب هجرة اليد العاملة.
لم تكن الاحتجاجات السياسية شائعة. ومع ذلك، كان هناك طلب متزايد على الحكومات الاستعمارية لدعم المطالبات الأبوية والرد بقوة. كان الموضوع هو أن الإصلاحات الاقتصادية مطلوبة بشكل أكثر إلحاحًا من الإصلاحات السياسية. أطلقت غرب إفريقيا الفرنسية برنامجًا مكثفًا للإصلاح التعليمي حيث تعمل «المدارس الريفية» المصممة لتحديث الزراعة على وقف تدفق العمالة الناقصة [الإنجليزية] لعمال المزارع إلى المدن التي ترتفع فيها معدلات البطالة. دُرب الطلاب على الفنون التقليدية والحرف اليدوية وتقنيات الزراعة وكان من المتوقع بعد ذلك عودتهم إلى قراهم وبلداتهم.

### فرنسا
أثرت الأزمة على فرنسا [الإنجليزية] في وقت متأخر قليلًا عن البلدان الأخرى، حيث ضربت بقوة قرابة عام 1931. في حين نمت عشرينيات القرن الماضي بمعدل قوي جدًا قدره 4.43% سنويًا، انخفض معدل الثلاثينيات إلى 0.63% فقط.
كان الكساد معتدلًا نسبيًا: فقد بلغت البطالة ذروتها أقل من 5%، وكان الانخفاض في الإنتاج على الأكثر بنسبة 20% أقل من ناتج عام 1929 ؛ لم تكن هناك أزمة مصرفية.
ومع ذلك، كان للكساد آثار جذرية على الاقتصاد المحلي، وفسر جزئيًا أعمال الشغب في 6 فبراير 1934 وحتى تشكيل الجبهة الشعبية، بقيادة الزعيم الاشتراكي [الإنجليزية] ليون بلوم، التي فازت في الانتخابات في عام 1936. كما شهدت الجماعات القومية المتطرفة شعبية متزايدة، على الرغم من أن الديمقراطية سادت في الحرب العالمية الثانية.
تعني الدرجة العالية نسبيًا من الاكتفاء الذاتي في فرنسا أن الضرر كان أقل بكثير مما هو عليه في الدول المجاورة مثل ألمانيا.

### ألمانيا

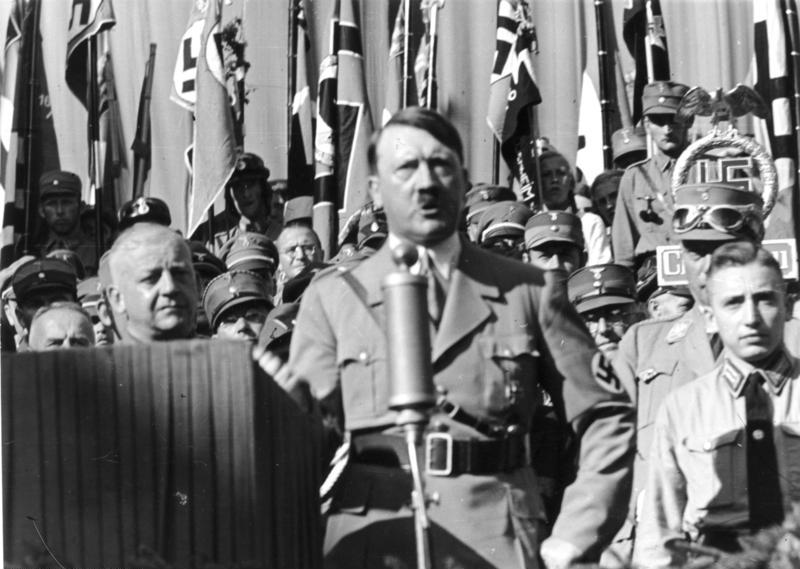
أدولف هتلر في خطاب له عام 1935

ضرب الكساد الكبير ألمانيا بشدة. أجبر تأثير انهيار وول ستريت البنوك الأمريكية على إنهاء القروض الجديدة التي كانت تمول السداد بموجب خطة دوز وخطة يونغ [الإنجليزية]. تصاعدت الأزمة المالية خارج نطاق السيطرة في منتصف عام 1931، بدءًا من انهيار كريدت أنستالت [الإنجليزية] في فيينا في مايو.:379–385 وضع هذا ضغوطًا شديدة على ألمانيا، التي كانت بالفعل في حالة اضطراب سياسي مع تصاعد عنف الحركات النازية والشيوعية، وكذلك مع قلق المستثمرين من السياسات المالية الحكومية القاسية. قام المستثمرون بسحب أموالهم قصيرة الأجل من ألمانيا، حيث تدهورت الثقة. خسر بنك الرايخ (بالألمانية: Reichsbank) 150 مليون مارك في الأسبوع الأول من شهر يونيو وبـ540 مليون في الأسبوع الثاني، و150 مليون في يومين، 19-20 يونيو. كان الانهيار في متناول اليد. دعا الرئيس الأمريكي هربرت هوفر إلى وقف دفع تعويضات الحرب [الإنجليزية]. أثار هذا غضب باريس، التي اعتمدت على التدفق المستمر للمدفوعات الألمانية، لكنها أبطأت الأزمة، واتفق على الوقف الاختياري في يوليو 1931. ولم يُسفر مؤتمر دولي عقد في لندن في وقت لاحق في يوليو عن أي اتفاق، لكن في 19 أغسطس، جمّدت اتفاقية التوقيف الالتزامات الخارجية لألمانيا لمدة ستة أشهر. تلقت ألمانيا تمويلًا طارئًا من البنوك الخاصة في نيويورك بالإضافة إلى بنك التسويات الدولية وبنك إنجلترا. أدى التمويل فقط إلى إبطاء العملية. بدأت الإخفاقات الصناعية في ألمانيا، وأُغلق بنك رئيسي في يوليو وأُعلن عن عطلة لمدة يومين لجميع البنوك الألمانية. كانت حالات فشل الأعمال أكثر تكرارا في يوليو، وانتشرت إلى رومانيا والمجر.
في عام 1932، أُلغي 90% من مدفوعات التعويضات الألمانية(18). وصلت البطالة المتفشية إلى 25% حيث تضرر كل قطاع. لم تقم الحكومة بزيادة الإنفاق الحكومي للتعامل مع الأزمة الألمانية المتزايدة، حيث كانوا يخشون أن تؤدي سياسة الإنفاق المرتفع إلى عودة التضخم المفرط الذي أثر على ألمانيا في عام 1923. تضررت جمهورية فايمار الألمانية بشدة من الكساد، حيث توقفت الآن القروض الأمريكية للمساعدة في إعادة بناء الاقتصاد الألماني. وصل معدل البطالة إلى ما يقرب من 30% في عام 1932، مما أدى إلى تعزيز الدعم للحزب النازي (NSDAP) والحزب الشيوعي (KPD)، مما تسبب في انهيار الحزب الاشتراكي الديمقراطي الوسطي سياسيًا. ترشح هتلر للرئاسة في عام 1932، وبينما خسر أمام هيندنبورغ الحالي في الانتخابات، كانت هذه نقطة ارتفع خلالها كل من الحزب النازي والأحزاب الشيوعية في السنوات التي أعقبت الانهيار لامتلاك أغلبية الرايخستاغ بعد الانتخابات العامة. في يوليو 1932.
اتبع هتلر سياسة الاكتفاء الذاتي الاقتصادية، حيث أنشأ شبكة من الدول العميلة والحلفاء الاقتصاديين في وسط أوروبا وأمريكا اللاتينية. من خلال خفض الأجور والسيطرة على النقابات العمالية، بالإضافة إلى الإنفاق على الأشغال العامة، انخفضت البطالة بشكل كبير بحلول عام 1935. لعب الإنفاق العسكري على نطاق واسع دورًا رئيسيًا في الانتعاش.

### اليونان
ضربت تداعيات الكساد الكبير اليونان في عام 1932. حاول بنك اليونان تبني سياسات انكماشية لدرء الأزمات التي كانت تحدث في بلدان أخرى، لكنه فشل إلى حد كبير. لفترة وجيزة، رُبطت الدراخما بالدولار الأمريكي، لكن هذا لم يكن مستدامًا نظرًا للعجز التجاري الكبير للبلاد والآثار الطويلة الأجل الوحيدة لذلك كانت احتياطيات النقد الأجنبي لليونان والتي قُضي عليها بالكامل تقريبًا في عام 1932. انخفضت التحويلات من الخارج بشكل حاد وبدأت قيمة الدراخما في الانخفاض من 77 دراخما للدولار في مارس 1931 إلى 111 دراخما للدولار في أبريل 1931. كان هذا ضارًا بشكل خاص باليونان حيث اعتمدت البلاد للعديد من الضروريات على الواردات من المملكة المتحدة وفرنسا والشرق الأوسط. خرجت اليونان عن قاعدة الذهب في أبريل 1932 وأعلنت تجميدًا لجميع مدفوعات الفائدة. كما تبنت الدولة سياسات حمائية مثل حصص الاستيراد، وهو ما فعلته العديد من الدول الأوروبية خلال هذه الفترة.
السياسات الحمائية إلى جانب ضعف الدراخما، وخنق الواردات، سمحت للصناعة اليونانية بالتوسع خلال فترة الكساد الكبير. في عام 1939، بلغ الناتج الصناعي اليوناني 179% مما كان عليه في عام 1928. كانت هذه الصناعات في معظمها «مبنية على الرمال» كما وصفها أحد التقارير الصادرة عن بنك اليونان، لأنه لولا الحماية الهائلة لما كان بإمكانها البقاء على قيد الحياة. على الرغم من الكساد العالمي، كانت معاناة اليونان قليلة نسبيًا، حيث بلغ متوسط معدل النمو 3.5% من عام 1932 إلى عام 1939. استولى النظام الديكتاتوري بقيادة لوانيس ميتاكساس على الحكومة اليونانية في عام 1936، وكان النمو الاقتصادي قويًا في السنوات التي سبقت الحرب العالمية الثانية.

### أيسلندا
انتهى الازدهار الأيسلندي بعد الحرب العالمية الأولى مع اندلاع الكساد الكبير. ضرب الكساد الكبير آيسلندا بشدة حيث انخفضت قيمة الصادرات. انخفضت القيمة الإجمالية للصادرات الآيسلندية من 74 مليون كرونة في عام 1929 إلى 48 مليون في عام 1932، ولم يرتفع مرة أخرى إلى مستوى ما قبل عام 1930 إلا بعد عام 1939. تزايد تدخل الحكومة في الاقتصاد: «تم تنظيم الواردات، واحتكرت البنوك المملوكة للدولة التجارة بالعملة الأجنبية، وتم توزيع رأس مال القروض إلى حد كبير من خلال الصناديق التي تنظمها الدولة». انخفضت صادرات آيسلندا من الأسماك المالحة بمقدار النصف بسبب اندلاع الحرب الأهلية الإسبانية، واستمر الكساد في آيسلندا حتى اندلاع الحرب العالمية الثانية(19).

### الهند
كان مدى تأثر الهند [الإنجليزية] محل نقاش ساخن. جادل المؤرخون بأن الكساد الكبير أبطأ التنمية الصناعية على المدى الطويل. وبصرف النظر عن قطاعي - الجوت والفحم - لم يتأثر الاقتصاد كثيرًا. ومع ذلك، كانت هناك تأثيرات سلبية كبيرة على صناعة الجوت، إذ انخفض الطلب العالمي وانخفضت الأسعار. كانت الظروف خلاف ذلك مستقرة إلى حد ما. أظهرت الأسواق المحلية في الزراعة والصناعة الصغيرة مكاسب متواضعة.

### أيرلندا
جادل فرانك باري وماري إي دالي [الإنجليزية] بما يلي:
كانت أيرلندا اقتصادًا زراعيًا إلى حد كبير، حيث كانت تتاجر بشكل حصري تقريبًا مع المملكة المتحدة في وقت الكساد الكبير. شكلت لحوم البقر ومنتجات الألبان الجزء الأكبر من الصادرات، وكان أداء أيرلندا جيدًا مقارنة بالعديد من منتجي السلع الأساسية الآخرين، لا سيما في السنوات الأولى من الكساد.

### إيطاليا

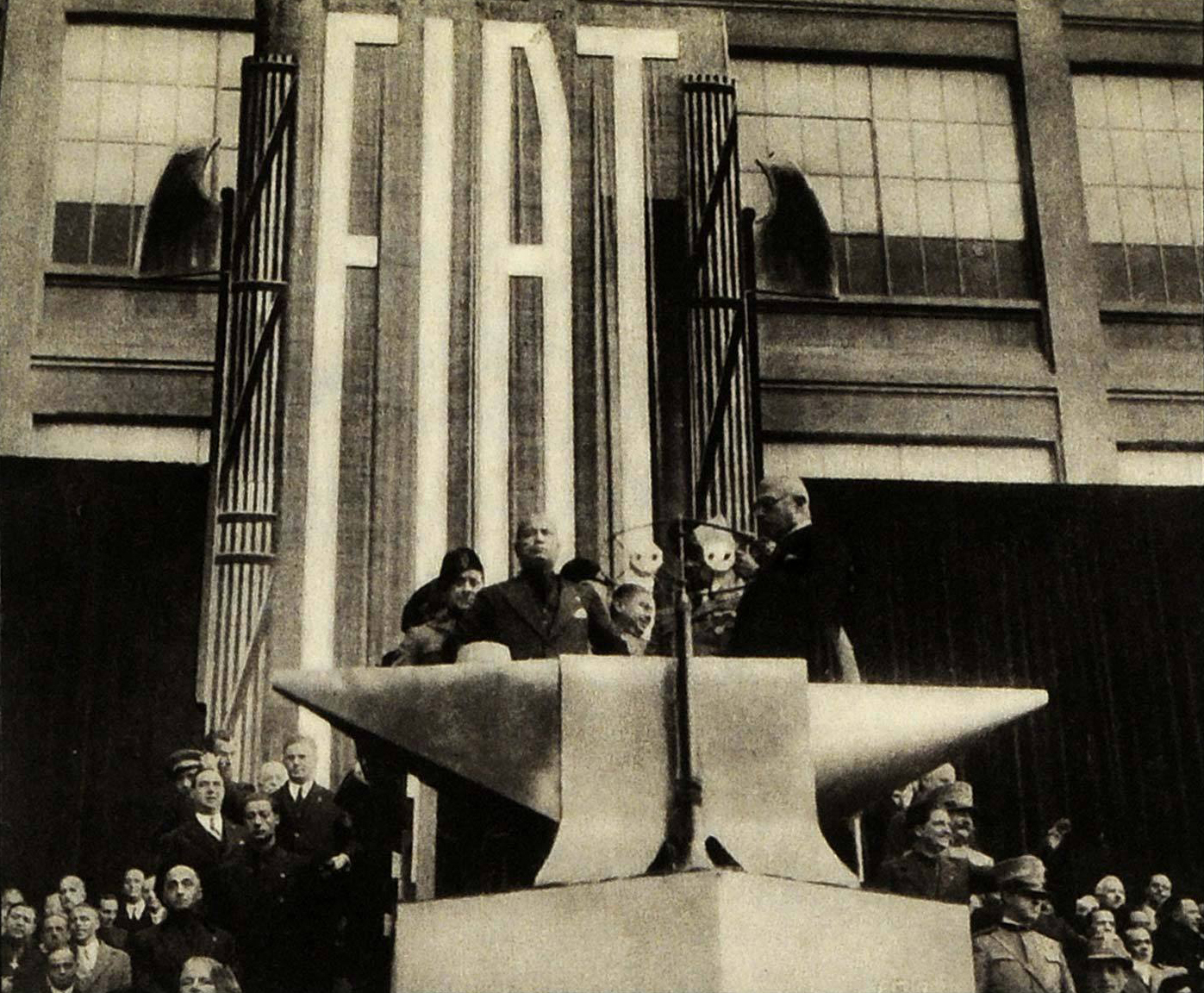
بينيتو موسوليني يلقي كلمة في مصنع فيات بـلينغوتو في تورينو، 1932

ضرب الكساد الكبير إيطاليا بشدة. مع اقتراب الصناعات من الانهيار، واشترتها البنوك في عملية إنقاذ وهمية إلى حد كبير - كانت الأصول المستخدمة لتمويل المشتريات عديمة القيمة إلى حد كبير. أدى ذلك إلى أزمة مالية بلغت ذروتها في عام 1932 مع تدخل حكومي كبير. تأسس معهد إعادة الإعمار الصناعي [الإنجليزية] (IRI) في يناير 1933 وسيطر على الشركات المملوكة للبنوك، مما أعطى إيطاليا فجأة أكبر قطاع صناعي مملوك للدولة في أوروبا.(20) كان أداء المعهد الجمهوري الدولي جيدًا في مسؤولياته الجديدة من إعادة الهيكلة والتحديث والعقلنة بقدر ما يستطيع. كان عاملًا مهمًا في التنمية بعد عام 1945. لكن الأمر استغرق من الاقتصاد الإيطالي حتى عام 1935 لاستعادة مستويات التصنيع لعام 1930 - وهو وضع كان أفضل بنسبة 60% فقط من عام 1913.

### اليابان
لم يؤثر الكساد الكبير على اليابان بقوة. انكمش الاقتصاد الياباني بنسبة 8% خلال الفترة 1929-1931. كان وزير المالية الياباني كوريكيو تاكاهاشي أول من نفذ ما أصبح يعرف بالسياسات الاقتصادية الكينزية: أولًا، من خلال التحفيز المالي الكبير الذي ينطوي على الإنفاق بالعجز؛ وثانيًا، عن طريق تخفيض قيمة العملة. استخدم تاكاهاشي بنك اليابان لتعقيم الإنفاق بالعجز وتقليل الضغوط التضخمية الناتجة. وقد حددت دراسات الاقتصاد القياسي أن الحافز المالي فعال بشكل خاص.
كان لتخفيض قيمة العملة تأثير فوري. بدأت المنسوجات اليابانية تحل محل المنسوجات البريطانية في أسواق التصدير. ثبت أن العجز في الإنفاق كان أكثر عمقًا وذهب إلى شراء الذخائر للقوات المسلحة. بحلول عام 1933، كانت اليابان قد خرجت بالفعل من الكساد. بحلول عام 1934، أدرك تاكاهاشي أن الاقتصاد في خطر الانهاك، ولتجنب التضخم، اتخذ خطوات لتقليل العجز في الإنفاق الموجه نحو الأسلحة والذخائر.
نتج عن ذلك رد فعل سلبي قوي وسريع من القوميين، وخاصة من هم في الجيش، بلغ ذروته باغتياله في سياق حادثة 26 فبراير. كان لهذا تأثير مخيف على جميع البيروقراطيين المدنيين في الحكومة اليابانية. منذ عام 1934، استمرت هيمنة الجيش على الحكومة في النمو. بدلًا من خفض الإنفاق بالعجز، أدخلت الحكومة ضوابط على الأسعار وخطط تقنين أدت إلى خفض التضخم، لكنها لم تقض عليه، والذي ظل يمثل مشكلة حتى نهاية الحرب العالمية الثانية.
كان للإنفاق بالعجز تأثير تحولي على اليابان. تضاعف الإنتاج الصناعي الياباني خلال الثلاثينيات. علاوة على ذلك، ففي عام 1929، هيمنت الصناعات الخفيفة على قائمة أكبر الشركات في اليابان، وخاصة شركات النسيج.(21) بحلول عام 1940 حلت الصناعة الثقيلة محل الصناعة الخفيفة كأكبر الشركات داخل الاقتصاد الياباني.

### أمريكا اللاتينية
بسبب المستويات المرتفعة للاستثمار الأمريكي في اقتصادات أمريكا اللاتينية [الإنجليزية]، فقد تضررت بشدة من الكساد. أما ضمن القارة فقد تأثرت تشيلي وبوليفيا وبيرو بشدة.
كانت الروابط بين الاقتصاد الدولي واقتصادات أمريكا اللاتينية قد نشأت قبل أزمة عام 1929، وذلك بفضل الاستثمار الأمريكي والبريطاني في صادرات أمريكا اللاتينية إلى بقية العالم. ونتيجة لذلك تأثرت صناعات التصدير في أمريكا اللاتينية بالكساد سريعًا. انخفضت أسعار القمح والقهوة والنحاس في جميع أنحاء العالم. وانخفضت صادرات أمريكا اللاتينية إلى الولايات المتحدة من 1.2 مليار دولار في عام 1929 إلى 335 مليون دولار في عام 1933، لكنها عاودت الارتفاع إلى 660 مليون دولار في عام 1940.
ولكن من ناحية أخرى، أدى الكساد الاقتصادي إلى قيام حكومات المنطقة بتطوير صناعات محلية جديدة وتوسيع الاستهلاك والإنتاج. على غرار الصفقة الجديدة، وافقت الحكومات في المنطقة على اللوائح وأنشأت أو حسنت مؤسسات الرعاية الاجتماعية التي ساعدت ملايين العمال الصناعيين الجدد على تحقيق مستوى معيشي أفضل.

### هولندا
من عام 1931 إلى عام 1937 تقريبًا، عانت هولندا من كساد عميق وطويل بشكل استثنائي. نتج هذا الكساد جزئيًا عن الآثار اللاحقة لانهيار سوق الأسهم في عام 1929 في الولايات المتحدة، وجزئيًا بسبب العوامل الداخلية في هولندا. لعبت سياسة الحكومة، ولا سيما التخلي عن قاعدة الذهب في وقت متأخر جدًا، دورًا في إطالة أمد الكساد. أدى الكساد الكبير في هولندا إلى بعض الاضطرابات السياسية وأعمال الشغب، ويمكن ربطها بصعود الحزب السياسي الهولندي الفاشي (NSB). تراجعت حدة الكساد في هولندا إلى حد ما في نهاية عام 1936، عندما أسقطت الحكومة أخيرًا قاعدة الذهب، لكن الاستقرار الاقتصادي الحقيقي لم يعد إلا بعد الحرب العالمية الثانية.

### نيوزيلندا
كانت نيوزيلندا معرضة بشكل خاص للكساد في جميع أنحاء العالم، لأنها تعتمد في اقتصادها بالكامل تقريبًا على الصادرات الزراعية إلى المملكة المتحدة. أدى انخفاض الصادرات إلى نقص الدخل المتاح من المزارعين، الذين كانوا عماد الاقتصاد المحلي. اختفت الوظائف وانخفضت الأجور، مما ترك الناس يائسين والجمعيات الخيرية غير قادرة على التأقلم. كانت مخططات الإغاثة من العمل هي الدعم الحكومي الوحيد المتاح للعاطلين عن العمل، والذي كان معدله بحلول أوائل الثلاثينيات قرابة 15% رسميًا، ولكن بشكل غير رسمي ما يقرب من ضعف هذا المستوى.(22) في عام 1932، اندلعت أعمال شغب بين العاطلين عن العمل في ثلاث من المدن الرئيسية بالبلاد (أوكلاند، ودونيدين، وويلينجتون). وقد قُبض على العديد من الأشخاص أو أصيبوا بجروح خلال تصدي الشرطة والمتطوعين «الشرطيين الخاصين» لأعمال الشغب هذه .

### بولندا
تأثرت بولندا بالكساد الكبير لفترة أطول وأقوى من البلدان الأخرى بسبب الاستجابة الاقتصادية غير الكافية للحكومة والظروف الاقتصادية الموجودة مسبقًا في البلاد. في ذلك الوقت، كانت بولندا تحت الحكم الاستبدادي لساناجا [الإنجليزية]، الذي كان زعيمه يوزف بيوسودسكي يُعارض ترك قاعدة الذهب حتى وفاته في عام 1935. نتيجة لذلك، لم تكن بولندا قادرة على أداء سياسة نقدية وسياسة موازنة أكثر نشاطًا. بالإضافة إلى ذلك، كانت بولندا دولة صغيرة نسبيًا ظهرت قبل 10 سنوات فقط بعدما كانت مُقسمة بين الإمبراطوريات الألمانية والروسية والنمساوية المجرية لأكثر من قرن. قبل الاستقلال، كان الجزء الروسي يصدر 91% من صادراته إلى روسيا، بينما كان الجزء الألماني يصدر 68% إلى ألمانيا. بعد الاستقلال، فقدت بولندا هذه الأسواق إلى حد كبير، حيث تحولت روسيا إلى اتحاد الجمهوريات الاشتراكية السوفياتية الذي كان اقتصادًا مغلقًا في الغالب، وكانت ألمانيا في حرب جمركية مع بولندا طوال عشرينيات القرن الماضي.
كان الاقتصاد ريفيًا إلى حد كبير، وكان أسوأ المتضررين هم الفلاحون الذين هبطت مداخيلهم بنسبة 50% أو أكثر. لم يكن لدى الحكومة سوى القليل من الحلول باستثناء خفض إنفاقها مع انخفاض الإيرادات الضريبية.
انخفض الإنتاج الصناعي بشكل كبير: في عام 1932 انخفض إنتاج الفحم الصلب بنسبة 27% مقارنة بعام 1928، وانخفض إنتاج الصلب بنسبة 61 %، وسجل إنتاج خام الحديد انخفاضًا بنسبة 89 %. من ناحية أخرى، لوحظت زيادات هامشية في ناتج الإنتاج في الصناعات الكهروتقنية والجلدية والورقية. بشكل عام، انخفض الإنتاج الصناعي بنسبة 41%. كانت السمة المميزة للكساد الكبير في بولندا هي عدم تركيز الصناعة، حيث كانت التكتلات الكبيرة أقل مرونة وكانت تدفع لعمالها أكثر من الشركات الأصغر.
ارتفع معدل البطالة بشكل ملحوظ(23) بينما انخفضت الأجور الاسمية بنسبة 51% في عام 1933 و56% في عام 1934، مقارنة بعام 1928. ومع ذلك، انخفضت الأجور الحقيقية بشكل أقل بسبب سياسة الحكومة لخفض تكاليف المعيشة، وخاصة نفقات الغذاء (انخفضت أسعار المواد الغذائية بنسبة 65% في عام 1935 مقارنة بمستويات أسعار عام 1928). أدى الحرمان من الظروف المادية إلى إضرابات، بعضها عنيف أو تهدئة عنيفة - كما هو الحال في سانوك(24) ومقاطعة ليسكو(25) وزاويرسي [الإنجليزية](26).
استخدمت الحكومة البولندية لتخطي هذه الأزمة أساليب الانكماش مثل رفع أسعار الفائدة، وتسقيف الائتمان واعتماد ميزانية التقشف للحفاظ على سعر صرف ثابت مع العملات المرتبطة إلى قاعدة الذهب. وضعت الحكومة فقط في أواخر عام 1932خطة لمحاربة الأزمة الاقتصادية. كان جزء من الخطة عبارة عن مخطط الأشغال العامة الشامل، حيث وُظّف ما يصل إلى 100000 شخص في عام 1935. بعد وفاة بيوسودسكي، في عام 1936، تم تخفيف نظام قاعدة الذهب، وأدى إطلاق تطوير المنطقة الصناعية الوسطى [الإنجليزية]، إلى انطلاق الاقتصاد بمعدل نمو سنوي يزيد عن 10% في الفترة 1936-1938.

### البرتغال
تحت حكم المجلس العسكري الديكتاتوري والذي يُسمى دكتاتورية وطنية [الإنجليزية]، لم تتعرض البرتغال لأي آثار سياسية مضطربة نتيجة الكساد، على الرغم من أن أنطونيو دي أوليفيرا سالازار الذي عُيّن بالفعل وزيرًا للمالية في عام 1928 وسع سلطاته بشكل كبير، وفي عام 1932 ارتقى إلى منصب رئيس وزراء البرتغال لتأسيس استادو نوفو السلطوية والنقابوية الدكتاتورية. مع توازن الميزانية في عام 1929، خُففت آثار الكساد من خلال تدابير قاسية تجاه توازن الميزانية والاكتفاء الذاتي، مما تسبب في استياء اجتماعي ولكن في نهاية المطاف، كان هناك نمو اقتصادي مثير للإعجاب.

### بورتوريكو
في السنوات التي سبقت الكساد مباشرة، أدت التطورات السلبية في الجزيرة واقتصادات العالم إلى استمرار دورة حياة غير مستدامة لكثير من العمال البورتوريكيين. جلبت العشرينيات من القرن الماضي انخفاضًا كبيرًا في صادرات بورتوريكو الأولية، وهما السكر الخام والقهوة، بسبب إعصار مدمر في عام 1928، وتراجع الطلب من الأسواق العالمية في النصف الأخير من العقد. بلغ معدل البطالة في الجزيرة عام 1930 قرابة 36% وبحلول عام 1933 انخفض دخل الفرد في بورتوريكو بنسبة 30%(27). أنشأت حكومة الولايات المتحدة والسياسيون البورتوريكيون مثل كارلوس شاردون [الإنجليزية] ولويس مونيوز مارين وأداروا أولًا إدارة الإغاثة في حالات الطوارئ في بورتوريكو (PRERA) عام 1933 ثم في عام 1935، إدارة إعادة إعمار بورتوريكو [الإنجليزية] (PRRA) وذلك لتوفير الإغاثة والإصلاح الاقتصادي.

### رومانيا
تأثرت رومانيا أيضًا بالكساد الكبير، فقد كان لدى رومانيا اقتصاد زراعي بشكل أساسي، حيث شكلت الزراعة 63.2% من الإنتاج الوطني. أثر الكساد الكبير على رومانيا بعدة طرق. على سبيل المثال، في عام 1933، كان صافي الدخل القومي [الإنجليزية] 172.614.000.000 ليو، أي 62% فقط من دخل عام 1929، والذي كان 275.180.000.000 لي. لمحاربة الأزمة الاقتصادية، اتخذ البنك الوطني الروماني إجراءات مختلفة واقترضت الدولة قروضًا مختلفة كما طُلبت المساعدة من فرنسا.
أدى الكساد الكبير إلى انخفاض الإنتاج الصناعي بنسبة 50% وزيادة البطالة في رومانيا بمقدار 300 ألف شخص. بحلول أوائل الثلاثينيات من القرن الماضي، انخفض سعر قنطار القمح إلى ما دون تكلفة حصاده؛ تُركت السلع الزراعية، غير المحمية بأي إجراءات جمركية، لتقدير المنافسة الدولية، مما ساهم في انخفاض أسعارها بنسبة 60-70% مقارنة بأسعار عامي 1928 و1929.

### جنوب أفريقيا
مع تراجع التجارة العالمية، انخفض الطلب على الصادرات الزراعية والمعدنية لجنوب أفريقيا [الإنجليزية] انخفاضًا كبيرًا. خلصت لجنة كارنيجي للفقراء البيض [الإنجليزية] في عام 1931 إلى أن ما يقرب من ثلث الأفريقان يعيشون في فقر. كان الانزعاج الاجتماعي الناجم عن الكساد عاملًا مساهمًا في انقسام عام 1933 بين فصيلي «المُنقون» (بالأفريكانية:gesuiwerde) و«الاندماجيون» (بالأفريكانية:smelter) داخل الحزب الوطني والاندماج اللاحق للحزب الوطني مع الحزب الجنوب أفريقي. بدأت برامج البطالة التي ركزت في المقام الأول على السكان البيض.

### الاتحاد السوفيتي
كان الاتحاد السوفيتي الدولة الاشتراكية الوحيدة في العالم التي لا تتمتع إلا بقدر ضئيل من التجارة الدولية. لم يكن اقتصادها مرتبطًا ببقية العالم ولم يتأثر في الغالب بالكساد الكبير. نجح تحولها القسري من مجتمع ريفي إلى مجتمع صناعي في بناء الصناعات الثقيلة، على حساب ملايين الأرواح في ريف روسيا وأوكرانيا.

في وقت الكساد، كان الاقتصاد السوفييتي ينمو باطراد، مدفوعًا بالاستثمارات المكثفة في الصناعات الثقيلة. دفع النجاح الاقتصادي الواضح للاتحاد السوفيتي في وقت كان فيه العالم الرأسمالي في أزمة، العديد من المفكرين الغربيين إلى النظر إلى النظام السوفييتي بإيجابية. كتبت جينيفر بيرنز:
بسبب قلة التجارة الدولية وسياسة العزلة، لم يتلق فوائد التجارة الدولية بمجرد أن انتهى الكساد، وكان لا يزال أكثر فقرًا من معظم البلدان المتقدمة في أسوأ معاناتهم في الأزمة.
تسبب الكساد الكبير في هجرة جماعية إلى الاتحاد السوفيتي، معظمها من فنلندا وألمانيا. كانت روسيا السوفياتية سعيدة في البداية بمساعدة هؤلاء المهاجرين على الاستقرار، لأنهم اعتقدوا أنهم كانوا ضحايا للرأسمالية أتوا لمساعدة القضية السوفيتية. ومع ذلك، عندما دخل الاتحاد السوفيتي الحرب في عام 1941، اعتقل معظم هؤلاء الألمان والفنلنديين وأرسلوا إلى سيبيريا، بينما وُضع أطفالهم المولودين في روسيا في دور للأيتام. ولا يزال مصيرهم مجهولًا.

### إسبانيا
كان لدى إسبانيا اقتصاد منعزل نسبيًا، مع تعريفات جمركية حمائية عالية ولم تكن واحدة من البلدان الرئيسة المتأثرة بالكساد. صمد النظام المصرفي بشكل جيد، وكذلك الزراعة.
جاء أخطر تأثير سلبي بعد عام 1936 من التدمير الشديد للبنية التحتية والقوى العاملة بسبب الحرب الأهلية 1936-1939. أُجبر العديد من العمال المُؤهلين على العيش في المنفى. تجنب الاقتصاد المزيد من الكوارث من خلال البقاء على الحياد في الحرب العالمية الثانية، والبيع لكلا الجانبين.

### السويد
بحلول الثلاثينيات من القرن الماضي، كان لدى السويد ما أطلقت عليه مجلة الحياة الأمريكية في عام 1938 «أعلى مستوى للمعيشة في العالم». كانت السويد أيضًا أول دولة في العالم تتعافى تمامًا من الكساد الكبير. جرت الأحداث وسط حكومة قصيرة العمر وديمقراطية سويدية عمرها أقل من عقد من الزمان، ولا تزال الأحداث مثل تلك التي أحاطت بإيفار كروجر (28) سيئة السمعة في التاريخ السويدي. شكل الديمقراطيون الاشتراكيون تحت قيادة بير ألبين هانسون أول حكومة طويلة العمر في عام 1932 على أساس التدخل القوي وسياسات دولة الرفاهية، واحتكار منصب رئيس الوزراء حتى عام 1976 مع استثناء وحيد وقصير الأجل لمجلس الوزراء الصيفي برئاسة الليبيرالي كسل بيرسون برامستورب [الإنجليزية] في عام 1936. خلال أربعين عامًا من الهيمنة، كان الحزب السياسي الأكثر نجاحًا في تاريخ الديمقراطية الليبرالية الغربية.

### تايلاند
في تايلاند، والتي كانت تعرف آنذاك باسم مملكة سيام، ساهم الكساد الكبير في إنهاء الملكية المطلقة للملك راما السابع في الثورة السيامية عام 1932.

### المملكة المتحدة

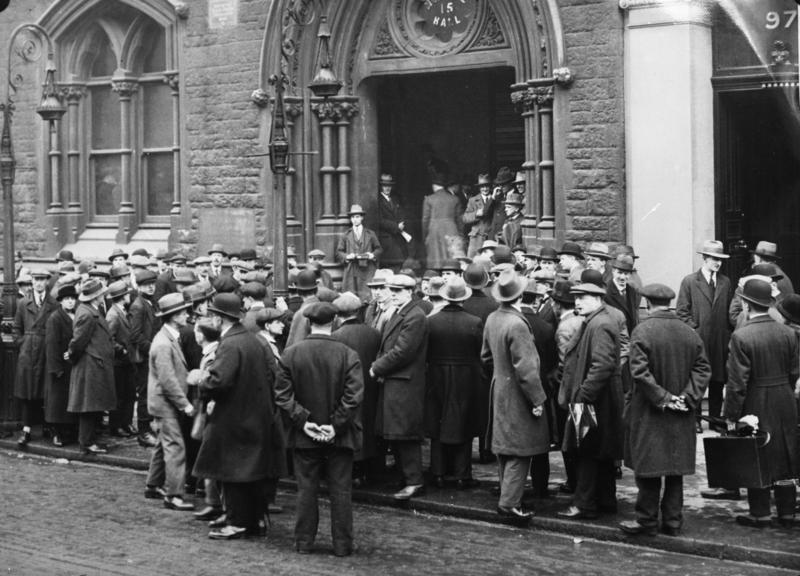
عاطلون عن العمل أمام دار العمل في لندن، 1930

وقع الكساد الكبير بين الأعوام 1929-1933 في الوقت الذي كانت فيه المملكة المتحدة ما تزال في مرحلة التعافي من آثار الحرب العالمية الأولى، وعلى عكس ألمانيا وكندا وأستراليا، لم تشهد بريطانيا طفرة اقتصادية في عشرينيات القرن العشرين، لذلك كان الكساد أقل حدة وانتهى في وقت مبكر. أثبت خبير الاقتصاد لي أونيان أن الناتج الاقتصادي قد انخفض بنسبة 25% بين 1918 و1921 ولم يتعافَ سوى مع نهاية الكساد الكبير، وجادل بأن المملكة المتحدة قد مرت بمرحلة كساد كبير امتدت لعشرين عامًا بدأت منذ العام 1918. مقارنة بغيرها من دول العالم، فقد تراجع الناتج الاقتصادي في المملكة المتحدة بنسبة معتدلة بين الأعوام 1929 و1934.
بدأت الأزمة المالية العالمية الآن تطغى على بريطانيا. بدأ المستثمرون حول العالم في سحب ذهبهم من لندن بمعدل 2.5 مليون جنيه إسترليني في اليوم. أُصدرت ائتمانات بقيمة 25 مليون جنيه إسترليني من كل من بنك فرنسا وبنك الاحتياطي الفيدرالي في نيويورك وتباطأ إصدار 15 مليون جنيه إسترليني من السند الائتماني، لكنها لم تعكس الأزمة البريطانية. تسببت الأزمة المالية الآن في أزمة سياسية كبيرة في بريطانيا في أغسطس 1931. مع تزايد العجز، طالب المصرفيون بميزانية متوازنة. وافقت الحكومة المنقسمة من حكومة رئيس الوزراء رامزي ماكدونالد العمالية على ذلك؛ اقترحت زيادة الضرائب، وخفض الإنفاق، والأكثر إثارة للجدل، خفض إعانات البطالة بنسبة 20%. كان الهجوم على الرفاهية غير مقبول للحركة العمالية. أراد ماكدونالد الاستقالة، لكن الملك جورج الخامس أصر على بقائه وتشكيل ائتلاف يضم جميع الأحزاب «حكومة وطنية». وقع حزبا المحافظين والليبراليين، جنبًا إلى جنب مع كادر صغير من حزب العمل، لكن الغالبية العظمى من قادة حزب العمال شجبوا ماكدونالد باعتباره خائنًا لقيادة الحكومة الجديدة. خرجت بريطانيا عن قاعدة الذهب، وعانت أقل نسبيًا من الدول الكبرى الأخرى في فترة الكساد الكبير. في الانتخابات البريطانية عام 1931، دُمّر حزب العمال فعليًا، تاركًا ماكدونالد رئيسًا للوزراء لتحالف محافظ إلى حد كبير.:386–412
كانت التأثيرات على المناطق الصناعية الشمالية لبريطانيا فورية ومدمرة، حيث انهار الطلب على المنتجات الصناعية التقليدية. بحلول نهاية عام 1930، زادت البطالة إلى أكثر من الضعف من مليون بطال إلى 2.5 مليون(29)، وانخفضت قيمة الصادرات بنسبة 50%. في عام 1933، كان 30% من سكان غلاسكو عاطلين عن العمل بسبب الانخفاض الحاد في الصناعات الثقيلة. في بعض البلدات والمدن في الشمال الشرقي، وصلت البطالة إلى 70% حيث انخفض بناء السفن بنسبة 90 %. كانت مسيرة الجوع الوطنية [الإنجليزية] من سبتمبر إلى أكتوبر 1932 أكبر من سلسلة مسيرات الجوع في بريطانيا في عشرينيات وثلاثينيات القرن الماضي. أُرسل قرابة 200000 رجل عاطل عن العمل إلى معسكرات العمل، والتي استمرت في العمل حتى عام 1939.
في مناطق ميدلاندز الأقل صناعة وجنوب إنجلترا [الإنجليزية]، كانت الآثار قصيرة الأجل وكانت فترة الثلاثينيات اللاحقة فترة مزدهرة. النمو في التصنيع الحديث للسلع الكهربائية والازدهار في صناعة السيارات كان مدعومًا بتزايد عدد سكان الجنوب وتوسع الطبقة الوسطى. كما شهدت الزراعة ازدهارًا خلال هذه الفترة.

### الولايات المتحدة الأمريكية

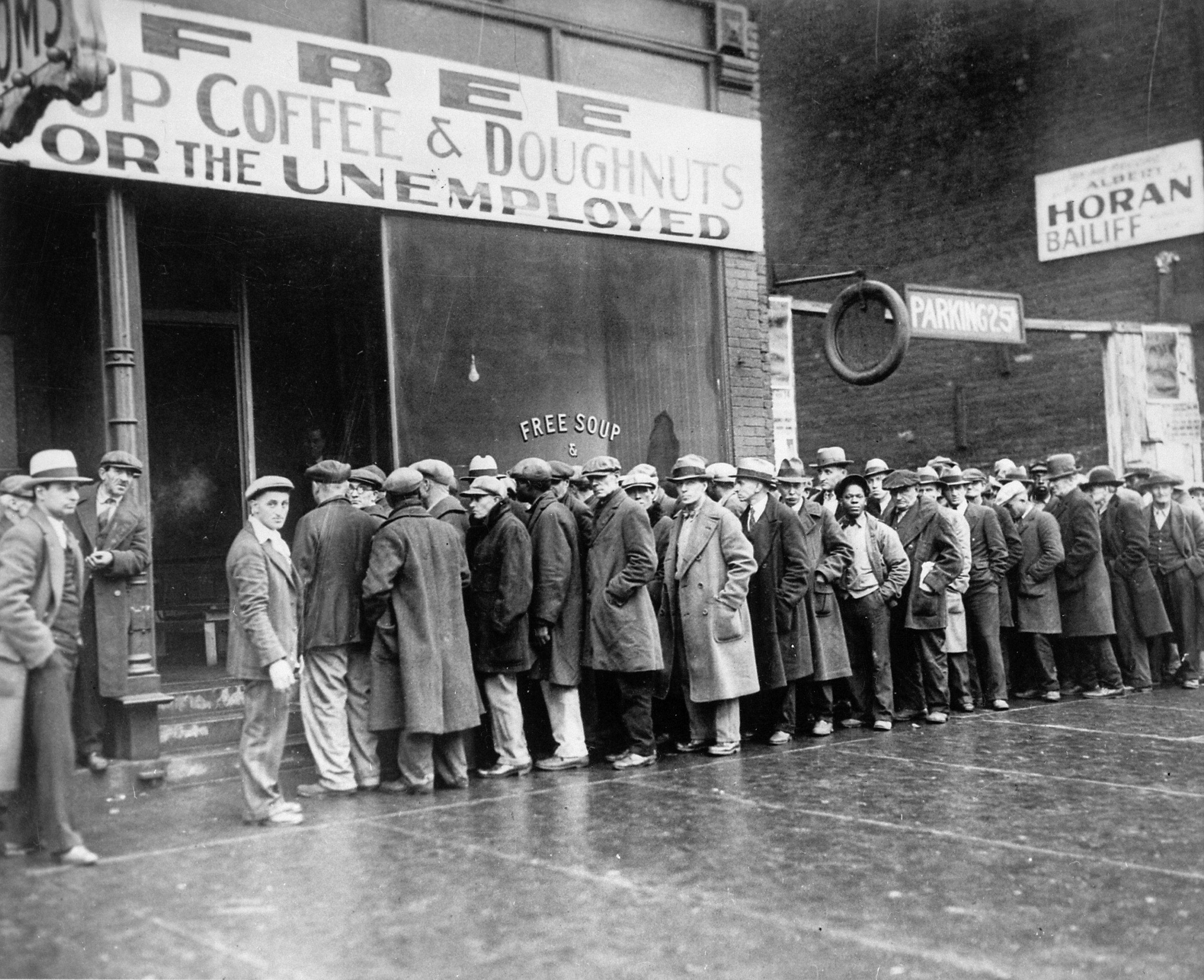
رجال عاطلون عن العمل يصطفون خارج أحد مطاعم الفقراء في شيكاغو خلال فترة الكساد الكبير في عام 1931.

استندت تدابير هوفر الأولى لمكافحة الكساد إلى تشجيع الشركات على عدم تقليص قوتها العاملة أو خفض الأجور، لكن الشركات لم يكن لديها خيار كبير: خُفضت الأجور، وسُرح العمال، وأُجلت الاستثمارات.
في يونيو 1930، وافق الكونغرس على قانون تعرفة سموت - هاولي الذي رفع الرسوم الجمركية على آلاف العناصر المستوردة. كان القصد من القانون هو تشجيع شراء المنتجات الأمريكية الصنع من خلال زيادة تكلفة السلع المستوردة مع زيادة الإيرادات للحكومة الفيدرالية وحماية المزارعين. ردًا على ذلك زادت معظم البلدان التي كانت تتاجر مع الولايات المتحدة من الرسوم الجمركية على السلع الأمريكية الصنع مما أدى إلى انخفاض التجارة الدولية وتفاقم الكساد.
في عام 1931، حث هوفر المصرفيين على إنشاء مؤسسة الائتمان الوطنية [الإنجليزية] حتى تتمكن البنوك الكبرى من مساعدة البنوك المتعثرة على البقاء. لكن المصرفيين ترددوا في الاستثمار في البنوك المتعثرة ، ولم تفعل مؤسسة الائتمان الوطنية شيئًا تقريبًا لمعالجة المشكلة.

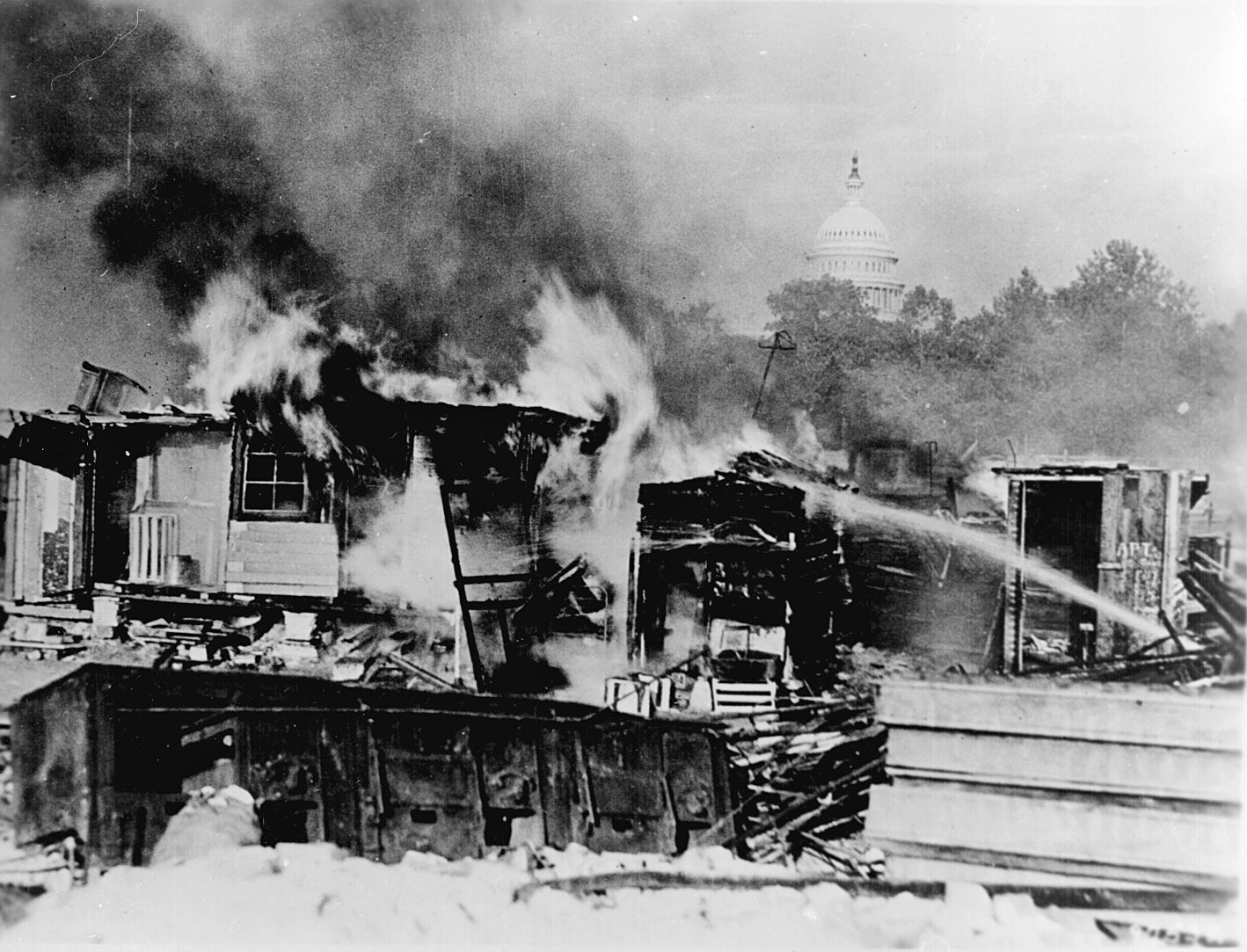
احتراق أكواخ في أناكوستيا، واشنطن العاصمة، أقامها الجيش الإضافي (قدامى المحاربين في الحرب العالمية الأولى) بعد معركة مع 1000 جندي برفقة الدبابات والمدافع الرشاشة، 1932

بحلول عام 1932، وصلت البطالة إلى 23.6%،(31) وبلغت ذروتها في أوائل عام 1933 عند 25%. استمر الجفاف في قلب الأراضي الزراعية، وتعثرت الشركات والأسر في سداد أعداد قياسية من القروض، وفشل أكثر من 5000 بنك. وجد مئات الآلاف من الأمريكيين أنفسهم بلا مأوى، وبدأوا يتجمعون في مدن الصفيح - التي يطلق عليها اسم " هوفرفيل [الإنجليزية] " - والتي بدأت بالظهور في جميع أنحاء البلاد. ردًا على ذلك، وافق الرئيس هوفر والكونغرس على قانون بنك قرض السكن الفيدرالي [الإنجليزية]، لتحفيز بناء منازل جديدة، وتقليل حبس الرهن العقاري. كانت المحاولة الأخيرة لإدارة هوفر لتحفيز الاقتصاد هي تمرير قانون الإغاثة والبناء في حالات الطوارئ [الإنجليزية] (ERA) الذي تضمن أموالًا لبرامج الأشغال العامة مثل السدود وإنشاء مؤسسة تمويل إعادة الإعمار [الإنجليزية] (RFC) في عام 1932. كانت مؤسسة تمويل إعادة الإعمار وكالة اتحادية لها سلطة إقراض ما يصل إلى 2 مليار دولار لإنقاذ البنوك واستعادة الثقة في المؤسسات المالية. لكن 2 مليار دولار لم تكن كافية لإنقاذ جميع البنوك، واستمرت عمليات تشغيل البنوك وإخفاقات البنوك. تراجع الاقتصاد فصلًا تلو الآخر، حيث انخفضت الأسعار والأرباح والتوظيف، مما أدى إلى إعادة التنظيم السياسي في عام 1932 الذي أتى بفرانكلين ديلانو روزفلت إلى السلطة، من المهم أن نلاحظ، مع ذلك، أنه بعد فشل العمل التطوعي، طور هوفر أفكارًا وضعت إطارًا لأجزاء من الصفقة الجديدة.(32)

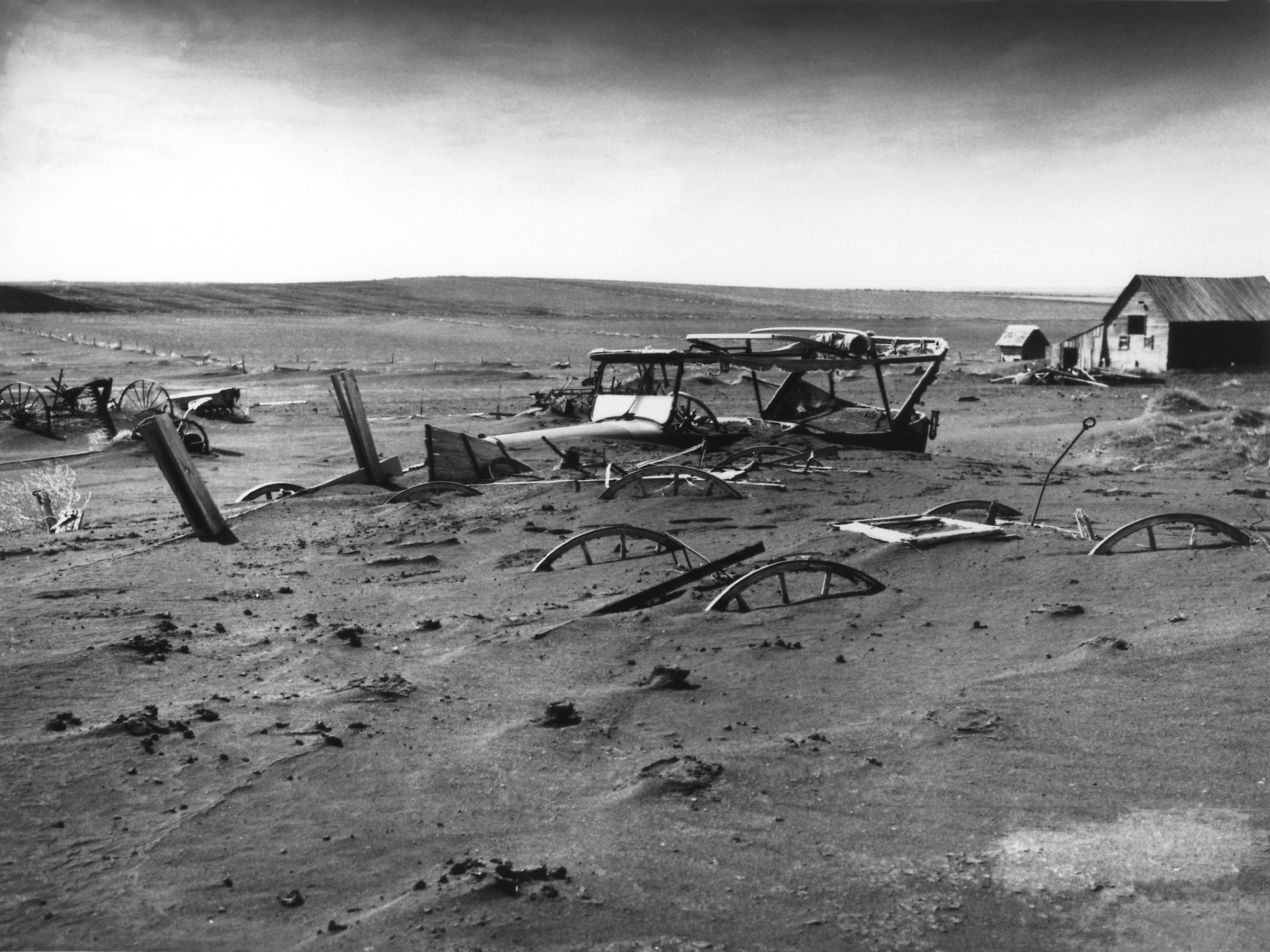
آلات مدفونة في حظيرة؛ داكوتا الجنوبية، مايو 1936. تزامنت قصعة الغبار في السهول الكبرى مع الكساد الكبير.

بعد فترة وجيزة من تنصيب الرئيس فرانكلين ديلانو روزفلت في عام 1933، اجتمع الجفاف والتعرية لتسبب في قصعة الغبار، مما أدى إلى نقل مئات الآلاف من النازحين من مزارعهم في الغرب الأوسط. جادل روزفلت منذ تنصيبه فصاعدًا بأن إعادة هيكلة الاقتصاد ستكون ضرورية لمنع كساد آخر أو تجنب إطالة أمد الكساد الحالي. سعت برامج الصفقة الجديدة لتحفيز الطلب وتوفير العمل والإغاثة للفقراء من خلال زيادة الإنفاق الحكومي وإجراء إصلاحات مالية.
خلال «عطلة البنوك» التي استمرت خمسة أيام، وُقّع على قانون الطوارئ المصرفية [الإنجليزية] ليصبح قانونًا. ونص على نظام لإعادة فتح البنوك السليمة تحت إشرافوزارة الخزانة، مع توفير قروض فيدرالية إذا لزم الأمر. نظم قانون الأوراق المالية لعام 1933 [الإنجليزية] صناعة الأوراق المالية بشكل شامل. تبع ذلك قانون الأوراق المالية لعام 1934 [الإنجليزية] الذي أنشأ هيئة الأوراق المالية والبورصات. على الرغم من تعديلهما، إلا أن الأحكام الرئيسية لكلا القانونين لا تزال سارية. وفرت شركة تأمين الودائع الفيدرالية وقانون جلاس ستيجال [الإنجليزية] التأمين الفيدرالي للودائع المصرفية.
قَدّم قانون التكيف الزراعي [الإنجليزية] حوافز لخفض الإنتاج الزراعي من أجل رفع أسعار الزراعة. قامت إدارة الإنعاش الوطني [الإنجليزية] (NRA) بإجراء عدد من التغييرات الشاملة على الاقتصاد الأمريكي، لقد أُجبرت الشركات على العمل مع الحكومة لوضع رموز الأسعار من خلال NRA لمحاربة "المنافسة الشديدة" الانكماشية من خلال تحديد الحد الأدنى للأسعار والأجور ومعايير العمل والظروف التنافسية في جميع الصناعات. وشجع النقابات التي من شأنها رفع الأجور، لزيادة القوة الشرائية للطبقة العاملة. اعتبرت المحكمة العليا للولايات المتحدة أن هيئة الموارد الطبيعية
غير دستورية [الإنجليزية] في عام 1935.

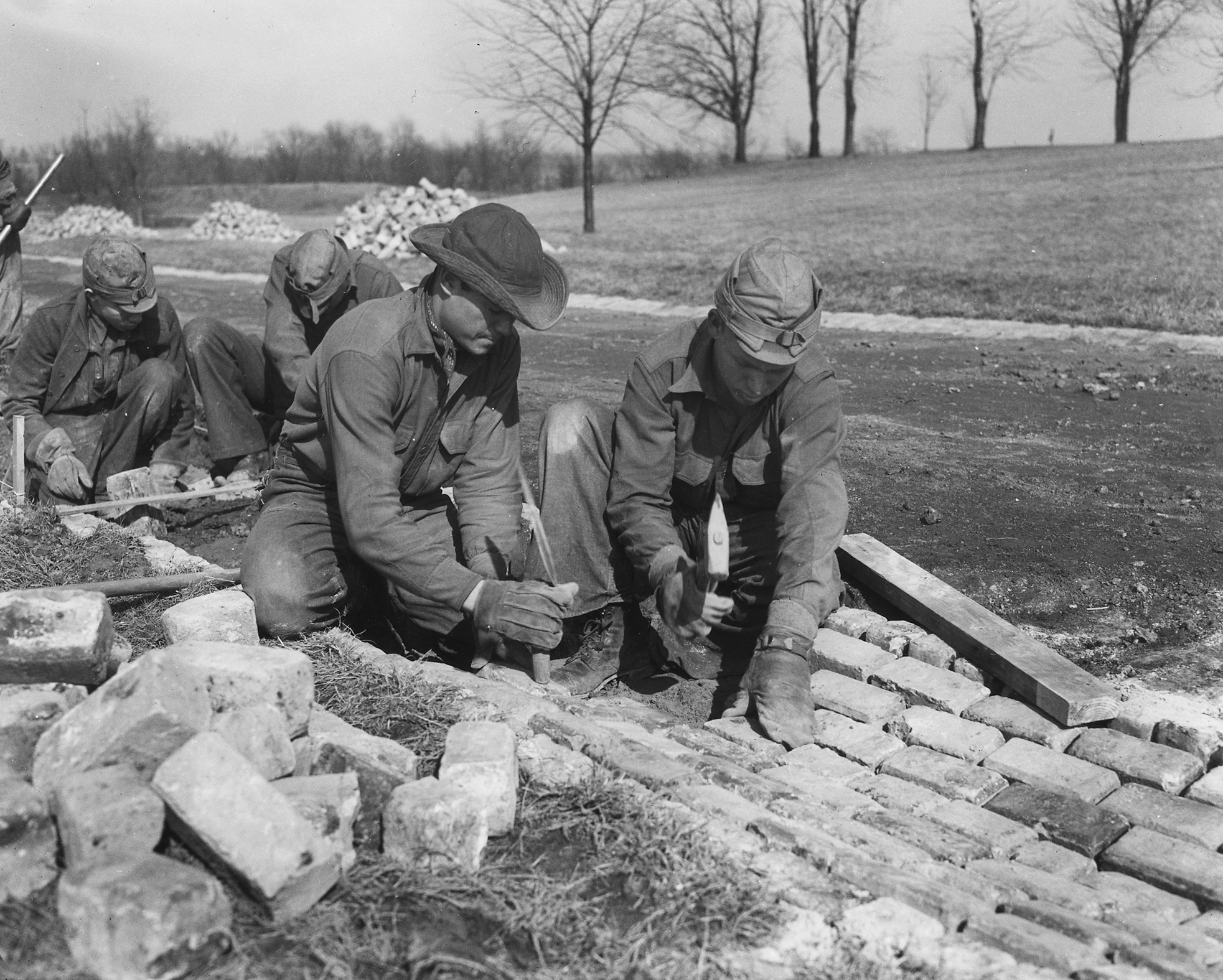
عمال سلك الخدمة المدنية يبنون الطرق عام 1933. أُخرج أكثر من 3 ملايين شاب عاطل عن العمل من المدن ووُضعوا في أكثر من 2600 معسكر عمل يديره مجلس التعاون الجمركي.

هذه الإصلاحات، إلى جانب العديد من تدابير الإغاثة والتعافي الأخرى، تسمى الصفقة الجديدة الأولى. تمت محاولة التحفيز الاقتصادي من خلال مجموعة أبجدية جديدة من الوكالات التي تم إنشاؤها في عامي 1933 و1934 والوكالات الموجودة سابقًا مثل شركة تمويل إعادة البناء [الإنجليزية]. بحلول عام 1935، أضافت " الصفقة الجديدة الثانية [الإنجليزية] الضمان الاجتماعي (الذي تم تمديده لاحقًا بشكل كبير من خلال الصفقة المنصفة [الإنجليزية])، وبرنامج وظائف للعاطلين عن العمل (إدارة تقدم الأعمال [الإنجليزية]، WPA)، ومن خلال المجلس الوطني لعلاقات العمل، حافزًا قويًا لنمو النقابات العمالية. في عام 1929، شكلت النفقات الفيدرالية 3% فقط من الناتج المحلي الإجمالي. ارتفع الدين القومي كنسبة من الناتج القومي الإجمالي في ظل هوفر من 20% إلى 40%. احتفظ روزفلت بها عند 40% حتى بدء الحرب، عندما ارتفعت إلى 128%.
بحلول عام 1936، استعادت المؤشرات الاقتصادية [الإنجليزية] الرئيسية المستويات التي كانت عليها في أواخر عشرينيات القرن الماضي، باستثناء البطالة، التي ظلت مرتفعة عند 11%، على الرغم من أن هذا كان أقل بكثير من معدل البطالة البالغ 25% الذي شوهد في عام 1933. في ربيع عام 1937، تجاوز الإنتاج الصناعي الأمريكي إنتاج عام 1929 وظل مستواه حتى يونيو 1937. في يونيو 1937، خفضت إدارة روزفلت الإنفاق وزادت الضرائب في محاولة لتحقيق التوازن في الميزانية الفيدرالية. ثم تعرض الاقتصاد الأمريكي لتراجع حاد استمر لمدة 13 شهرًا حتى معظم عام 1938. انخفض الإنتاج الصناعي بنسبة 30 في المائة تقريبًا في غضون بضعة أشهر وتراجع إنتاج السلع المعمرة بشكل أسرع. قفزت البطالة من 14.3% في عام 1937 إلى 19.0% في عام 1938، حيث ارتفعت من 5 ملايين إلى أكثر من 12 مليون في أوائل عام 1938. انخفض الإنتاج الصناعي بنسبة 37% من ذروة عام 1937 وعاد إلى مستويات عام 1934.

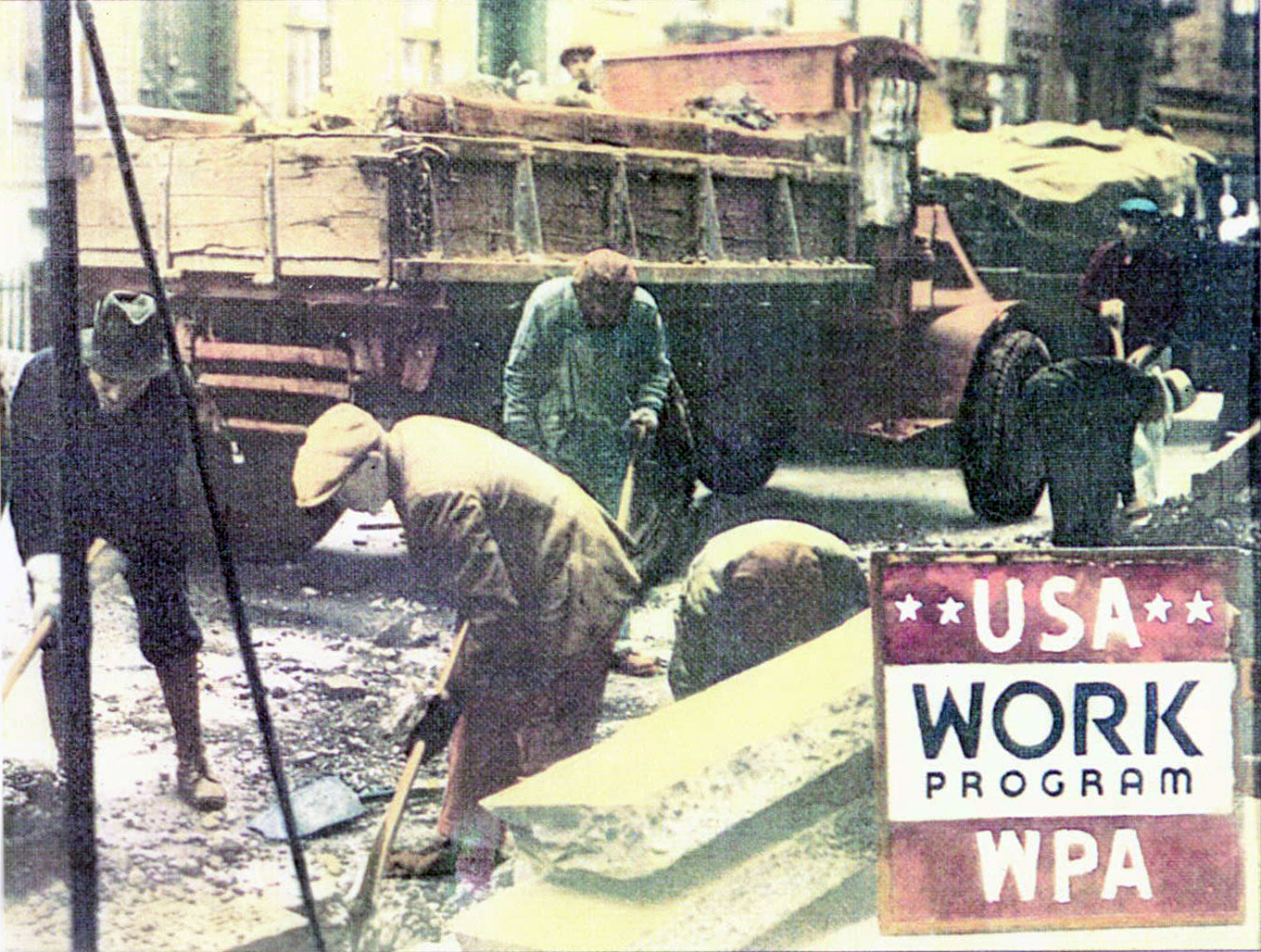
وظفت إدارة تقدم الأعمال 2-3 مليون في العمالة غير الماهرة.

خفض المنتجون نفقاتهم على السلع المعمرة، وانخفضت المخزونات، لكن الدخل الشخصي كان أقل بنسبة 15% فقط مما كان عليه في الذروة في عام 1937. مع ارتفاع معدل البطالة، انخفضت نفقات المستهلكين، مما أدى إلى مزيد من التخفيضات في الإنتاج. بحلول مايو 1938 بدأت مبيعات التجزئة في الزيادة وتحسن التوظيف وتحول الإنتاج الصناعي بعد يونيو 1938. بعد الانتعاش من الركود في 1937-1938، كان المحافظون قادرين على تشكيل ائتلاف محافظ من الحزبين لوقف المزيد من التوسع في الصفقة الجديدة، وعندما انخفضت البطالة إلى 2% في أوائل الأربعينيات، ألغوا برامج WPA وCCC وPWA في حين ظل الضمان الاجتماعي ساري المفعول.
بين عامي 1933 و1939، تضاعف الإنفاق الفيدرالي ثلاث مرات، واتهم منتقدو روزفلت بأنه كان يحول أمريكا إلى دولة اشتراكية. كان الكساد الكبير عاملًا رئيسيًا في تنفيذ الديمقراطية الاجتماعية والاقتصادات المخططة في البلدان الأوروبية بعد الحرب العالمية الثانية (انظر مشروع مارشال). ظلت الكينزية عمومًا المدرسة الاقتصادية الأكثر نفوذًا في الولايات المتحدة وفي أجزاء من أوروبا حتى الفترات ما بين السبعينيات والثمانينيات، عندما صاغ ميلتون فريدمان وغيره من الاقتصاديين النيوليبراليين نظريات الليبرالية الجديدة التي تم إنشاؤها حديثًا ونشرها ودمجها في مدرسة شيكاغو للاقتصاد كنهج بديل لدراسة الاقتصاد. استمرت النيوليبرالية في تحدي هيمنة المدرسة الكينزية للاقتصاد في الأوساط الأكاديمية وصنع السياسات السائدة في الولايات المتحدة، بعد أن وصلت إلى ذروتها في شعبيتها في انتخاب رئاسة رونالد ريغان في الولايات المتحدة، ومارغريت ثاتشر في المملكة المتحدة.

## المؤلفات
كان الكساد الكبير موضوعًا للكثير من الكتابات، حيث سعى المؤلفون إلى تقييم حقبة تسببت في صدمة مالية وعاطفية. ربما تكون الرواية الأكثر ملحوظيةً وشهرةً التي كتبت عن هذا الموضوع هي "عناقيد الغضب"، التي نُشرت عام 1939 وكتبها جون شتاينبك، الحائز على جائزة نوبل للآداب وجائزة بوليتزر عن هذه الرواية. تُرَكِّز الرواية على عائلة فقيرة من المزارعين يجبرون على ترك منازلهم بسبب الجفاف والصعوبات الاقتصادية والتغيرات في الصناعة الزراعية التي حدثت خلال فترة الكساد الكبير. وهناك رواية أخرى مهمة لشتاينبك وهي فئران ورجال تتحدث عن رحلة خلال فترة الكساد الكبير. بالإضافة إلى ذلك، أُشيد برواية أن تقتل طائرا بريئا لهاربر لي خلال فترة الكساد الكبير. تقع أحداث رواية السفاح الأعمى لمارغريت أتوود الحائزة على جائزة بوكر في فترة الكساد الكبير، حيث تركز على علاقة حب بين شخص اجتماعي متميز وثائر ماركسي. حفزت تلك الحقبة عودة الواقعية الاجتماعية، التي مارسها العديد ممن بدأوا حياتهم المهنية في الكتابة في برامج الإغاثة، وخاصة مشروع الكتاب الفيدراليين في الولايات المتحدة.
اُشيد أيضًا بعدد من الأعمال التي تستهدف القراء الأصغر سنًا خلال فترة الكساد الكبير، من بينها سلسلة كيت كيتريدج [الإنجليزية] من مجموعة من الروايات فتاة أمريكية [الإنجليزية] والتي كتبها فاليري تريب [الإنجليزية] ورسمها والتر راني [الإنجليزية]، والتي صدرت بالتزامن مع بدأ الشركة ببيع الدمى ومجموعات اللعب [الإنجليزية]. تركز هذه القصص التي تدور أحداثها في سينسيناتي في الفترة من أوائل إلى منتصف الثلاثينيات على التغييرات التي أحدثها الكساد في عائلة تضم شخصيات خيالية وكيف تعاملت تلك الشخصيات الخيالية مع الكساد. أُصدر تعديل مسرحي للسلسلة بعنوان كيت كيتريدج : فتاة امريكية [الإنجليزية] في وقت لاحق في عام 2008. وبالمثل، تجري أحداث رواية«عيد الميلاد بعد كل شيء» (بالإنجليزية: Christmas After All)‏، وهي جزء من سلسلة كتب "أمريكا العزيزة [الإنجليزية]" الموجهه للفتيات الأكبر سنًا في إنديانابوليس في ثلاثينيات القرن الماضي. وبينما يتم سرد رواية كيت كيتريدج [الإنجليزية] من وجهة نظر شخص ثالث، فإن رواية «عيد الميلاد بعد كل شيء» جاءت في شكل مذكرة خيالية تروي فيها بطلة الرواية ميني سويفت تجربتها خلال تلك الحقبة، خاصة عندما تستقبل عائلتها ابن عم يتيم من تكساس.

## التسمية
غالبًا ما يُنسب مصطلح «الكساد الكبير» إلى الاقتصادي البريطاني ليونيل روبنز، إذ يعود الفضل لكتابه «الكساد العظيم» عام 1934 في إضفاء الطابع الرسمي للمصطلح. بالرغم من أن الرئيس الأمريكي هوفر له الفضل على نطاق واسع في تعميم هذا المصطلح، عندما وصف بشكل غير رسمي الانكماش الاقتصادي بأنه كساد، حيث استخدم المصطلح في عبارات مثل: «الكساد الاقتصادي لا يمكن علاجه من خلال إجراء تشريعي أو إعلان تنفيذي» (ديسمبر 1930، رسالة إلى الكونجرس)، و«لا أحتاج إلى أن أذكر لكم أن العالم يمر بكساد كبير»(1931).

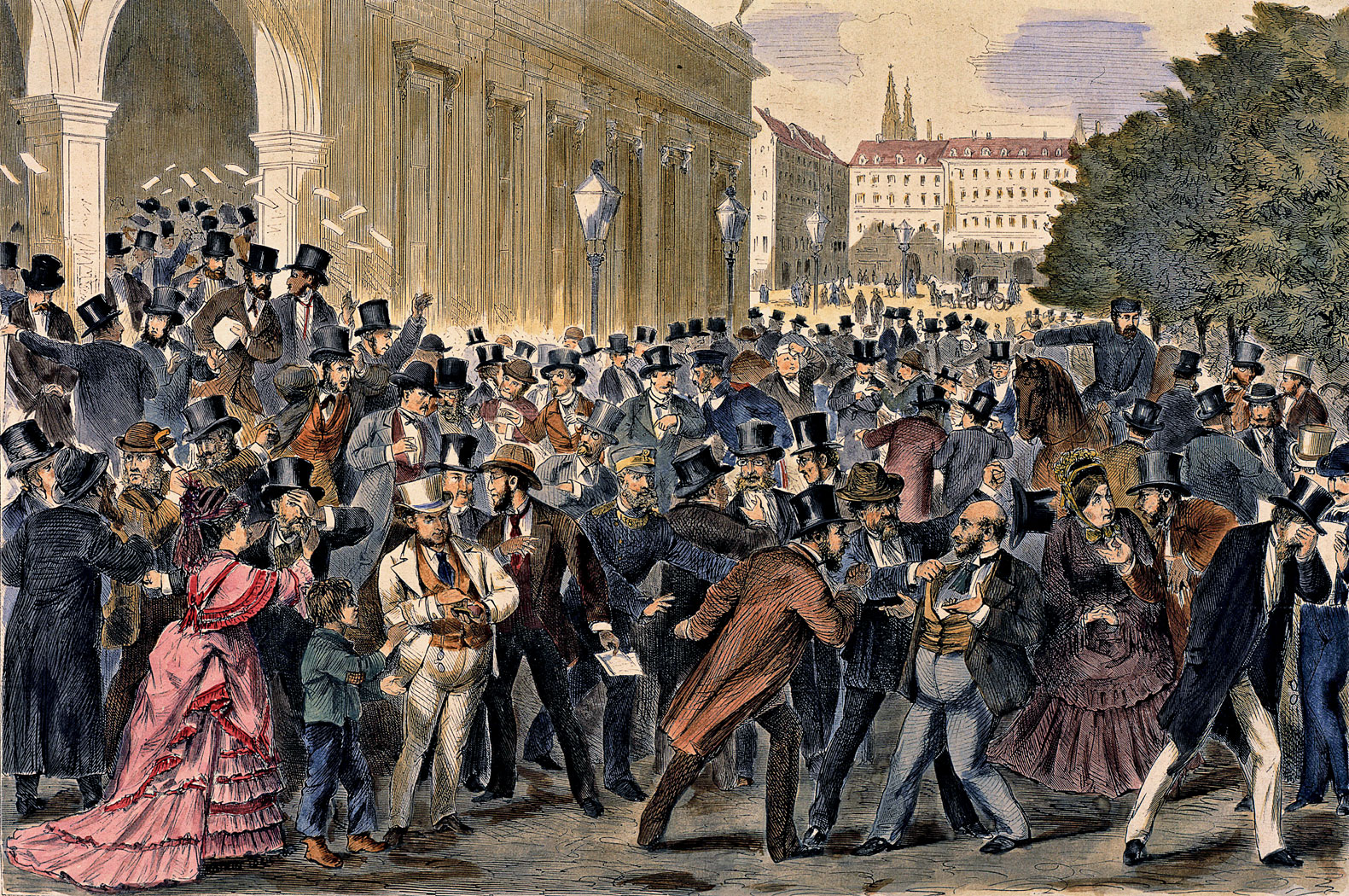
الجمعة السوداء، 9 مايو 1873، بورصة فيينا. تبع ذلك ذعر عام 1873 وفترة طويلة من الكساد.

استخدم العديد من السياسيين والاقتصاديين الأمريكيين والبريطانيين مصطلح «الكساد» في القرن التاسع عشر لوصف التباطؤ الاقتصادي. في الواقع، وصف الرئيس الأمريكي آنذاك جيمس مونرو أول أزمة اقتصادية كبرى وهي ذعر العام 1819 بأنها «كساد»، كما أشار الرئيس كالفن كوليدج إلى الأزمة الاقتصادية الأخيرة (الكساد في الفترة ما بين 1920–21) باسم «كساد».
كان يُشار إلى الأزمات المالية تقليديًا باسم «الذعر»، وآخرها الذعر الكبير عام 1907، والذعر الطفيف الذي حدث في 1910-11، على الرغم من أن أزمة عام 1929 كانت تسمى «الانهيار»، ومنذ ذلك الحين سقط مصطلح «الذعر» من استعمال. كان مصطلح «الكساد الكبير» مستخدمًا بالفعل في وقت الكساد الكبير للإشارة إلى الفترة 1873-96 (في المملكة المتحدة)، أو بشكل أضيق 1873-1879 (في الولايات المتحدة)، والذي أعيد تسميته منذ ذلك الحين (الكساد الطويل).

### فترات «الكساد الكبير» الأخرى
سُميت فترات الركود الاقتصادي الأخرى بـ «الكساد الكبير»، لكن لم يكن أي منها منتشرًا أو استمر لفترة طويلة. شهدت دول مختلفة فترات قصيرة أو طويلة من الركود الاقتصادي، والتي يشار إليها باسم «الكساد»، ولكن لم يكن لأي منها مثل هذا التأثير العالمي الواسع.
أدى انهيار الاتحاد السوفيتي وانهيار الروابط الاقتصادية التي أعقبت ذلك إلى أزمة اقتصادية حادة وهبوط كارثي في مستويات المعيشة في التسعينيات في دول ما بعد الاتحاد السوفيتي والكتلة الشرقية السابقة، والتي كانت حتى أسوأ من الكساد الكبير. وحتى قبل الأزمة المالية لروسيا عام 1998، كان الناتج المحلي الإجمالي لروسيا نصف ما كان عليه في أوائل التسعينيات، ولا يزال بعض السكان في مولدوفا وآسيا الوسطى والقوقاز اعتبارًا من 2009 أفقر عما كانوا عليه في عام 1989.

## مقارنة مع الركود الكبير
قُورن التدهور الاقتصادي العالمي بعد عام 2008 بثلاثينيات القرن الماضي.
على الرغم من أن أسباب الركود الكبير تبدو مشابهة لتلك الخاصة بالكساد الكبير، إلا أن هناك اختلافات جوهرية. درس بن برنانكي (رئيس مجلس الاحتياطي الفيدرالي آنذاك) الكساد الكبير على نطاق واسع كجزء من عمله للحصول على الدكتوراه في معهد ماساتشوستس للتكنولوجيا، وطبق سياسات للتلاعب بعرض النقود وأسعار الفائدة بطرق لم تكن معروفة في الثلاثينيات. من المؤكد أن سياسات بيرنانكي ستخضع للتحليل والتدقيق في السنوات القادمة حين يناقش الاقتصاديون عقلانية قراراته. بشكل عام، كان تعافي الأنظمة المالية في العالم يميل إلى أن يكون أسرع أثناء الكساد الكبير في الثلاثينيات مقارنة بالركود في أواخر العقد الأول من القرن الحادي والعشرين.
كان عاما 1928 و1929 هما حقبة القرن العشرين التي وصلت فيها فجوة الثروة إلى أقصى درجات الانحراف؛ كان نصف العاطلين عن العمل عاطلين عن العمل لأكثر من ستة أشهر، وهو أمر لم يتكرر مرة أخرى حتى الركود في أواخر القرن الحادي والعشرين. شهد عاما 2007 و2008 في نهاية المطاف وصول العالم إلى مستويات جديدة من عدم المساواة في فجوة الثروة التي كانت تنافس عامي 1928 و1929.
يواجه الاقتصاد العالمي في خضم جائحة فيروس كورونا أسوأ ركود اقتصادي منذ الكساد الكبير، إذ حذر صندوق النقد الدولي من أن هذا الوضع قد يصبح الأسوأ منذ الكساد الكبير، وقالت الاقتصادية غيتا غوبيناث إن الأزمة قد تقلص إجمالي الناتج المحلي العالمي بقرابة 9 تريليونات دولار خلال العامين المقبلين (ابتداء من 2020).

## الهوامش
- 1: النقديون.
- 2: الكينزيون.
- 3: كل من النقديون والكينزيون.[71]
- 4: انكماش ديون إيرفينغ فيشر.
- 5:انكماش مالي[250]
- 6: إجمالًا، أفلس 9000 بنك خلال الثلاثينيات.
- 7: رأس المال والعمالة
- 8: الذي أُنشأ عام 1913
- 9: الأسهم والسندات
- 10: لوجهة نظر هايك، طالع: كتاب «محادثات مع اقتصاديين عظماء»[251] ولوجهة نظر روثبارد، طالع كتاب الكساد الكبير في أمريكا[252]
- 11: في عام 1932[60] وعام 1934[60]
- 12: أو خفض قيمة العملة مقابل الذهب.
- 13: لصادر في 17 يونيو 1930.
- 14: بما في ذلك الكينزيون وعلماء النقد والاقتصاديون النمساويون.
- 15: متوسط الدخل للفرد.
- 16: وركود عام 1937 الذي أوقفه.
- 17: حتى في بعض الأحيان لحم الحصان.
- 18: في الخمسينيات من القرن الماضي، سددت ألمانيا جميع ديون التعويضات الفائتة.
- 19: عندما ارتفعت أسعار صادرات الأسماك.
- 20: باستثناء الاتحاد السوفيتي.
- 21: العديد من شركات صناعة السيارات في اليابان، مثل تويوتا، لها جذور في صناعة النسيج.
- 22: الأرقام الرسمية استبعدت الماوري والنساء.
- 23: وصل إلى 43%.
- 24: مسيرة الجياع [البولندية] 6 مارس 1930.[253]
- 25: انتفاضة ليسكو [الإنجليزية]21 يونيو - 9 يوليو 1932).[254]
- 26: الجمعة الدموية [البولندية] 18 أبريل 1930).[255]
- 27: بالمقارنة، كانت البطالة في الولايات المتحدة في عام 1930 قرابة 8% ووصلت إلى علو 25% في عام 1933.
- 28: الذي انتحر في النهاية.
- 29: 20% من القوى العاملة المؤمن عليها.
- 50 : صرح الخبير الاقتصادي جون كينيث جالبرايث، في إشارة إلى تأثير إنفاق الحرب العالمية الثانية على الاقتصاد، «لا يمكن للمرء أن يكون لديه عرض أفضل للأفكار الكينزية.»[256]
- 31 : لم تحسب الحكومة معدلات البطالة في الثلاثينيات. أكثر التقديرات المقبولة على نطاق واسع لمعدلات البطالة في فترة الكساد الكبير هي تلك التي قدمها ستانلي ليبيرجوت في الخمسينيات. وقدر أن البطالة وصلت إلى 24.9 في المائة في أسوأ أيام عام 1933. وهناك تقدير آخر يُستشهد به هو مايكل داربي في عام 1976. وضع معدل البطالة في ذروته بنسبة 22.5 في المائة في عام 1932.[257]
- 32 : قدم روزفلت خصمه على أنه لا يفعل شيئًا، رئيسًا لم يفعل شيئًا لمحاربة البطالة والفقر، وهو ما لا يتوافق مع الواقع. حول هذه النقطة طالع: Nouschi, Marc (1999). La démocratie aux États-Unis et en Europe de 1918 à 1989 : débats et combats contemporains (بالفرنسية). باريس: A. Colin. p. 116-117. ISBN:2-200-25029-0. OCLC:46518270. Archived from the original on 7 كانون الثاني 2022. {{استشهاد بكتاب}}: تحقق من التاريخ في: |تاريخ أرشيف= (help)